# X-Men
Los X-Men, también conocidos como Los Hombres-X en Latinoamérica y Patrulla-X en España, son un equipo de superhéroes ficticios que aparecen en los cómics estadounidenses publicados por Marvel Comics. Creado por el artista / coautor Jack Kirby y el escritor Stan Lee, los personajes aparecieron por primera vez en The X-Men # 1 (septiembre de 1963) en la Edad de Plata de los cómics y formaron una de las franquicias más reconocidas y exitosas de Marvel Comics, apareciendo en numerosos libros, series animadas, películas, videojuegos, tarjetas, juguetes y otros coleccionables. El éxito de esta franquicia es tan grande, que su segundo título editorial, X-Men, de 1991, se convirtió en el cómic más vendido de todos los tiempos.
La mayoría de los X-Men son mutantes, una subespecie de humanos que nacen con habilidades sobrehumanas activadas por el gen «Factor-X». Los X-Men luchan por la paz y la igualdad entre humanos y mutantes en un mundo donde el fanatismo anti-mutante es feroz y generalizado. Están dirigidos por Charles Xavier, también conocido como Profesor X (Professor X), un poderoso telépata. Su archienemigo por excelencia es Magneto, poderoso mutante con la capacidad de manipular y controlar los campos magnéticos de la Tierra. Xavier y Magneto tienen puntos de vista y filosofías opuestas con respecto a la relación entre mutantes y humanos. Mientras que el primero trabaja por la paz y el entendimiento entre mutantes y humanos, el segundo ve a los humanos como una amenaza y cree en adoptar un enfoque agresivo contra ellos.
El Profesor X es el fundador de la Escuela Xavier para jóvenes Superdotados (comúnmente conocida como Mansión X), donde recluta mutantes de todo el mundo para su entrenamiento y protección. Ubicada en Salem Center, en el condado de Westchester, Nueva York, la Mansión X es el hogar y el lugar de entrenamiento de los X-Men. Los cinco miembros fundadores de los X-Men son Ángel, Bestia, Cíclope, Iceman (Hombre de Hielo) y Jean Grey. Conforme la saga avanzó, más personajes se sumaron a las filas del equipo. Entre los X-Men más populares se encuentran Wolverine (Lobezno), Tormenta, Rogue (Pícara), Gambito, Psylocke (Mariposa Mental), Kitty Pryde, Bishop, Júbilo, Coloso, Nightcrawler (Rondador Nocturno) y Emma Frost.
Además del equipo oficial, la serie también ha generado otros equipos alternos, que giran en torno a la historia central como spin-offs. De ellos destacan los Nuevos Mutantes (New Mutants), X-Factor (Factor-X), Excalibur, Fuerza-X (X-Force) y Generación X (Generation X). Además, algunos personajes como Wolverine, Cable y Deadpool, han alcanzado un nivel de popularidad que les han llevado a estelarizar sus propias series paralelas a la historia central de los X-Men.
Los X-Men han aparecido en una amplia variedad de medios fuera de los cómics, incluyendo una serie de diferentes series de televisión animadas y películas de directo a video. En particular, el equipo de superhéroes ha sido el foco predominante de la serie de películas X-Men.

## Contexto y creación
En 1963, con el éxito de Spider-Man, Hulk, Thor, Iron Man y los Cuatro Fantásticos, el cocreador Stan Lee quería crear otro grupo de superhéroes, pero no quería tener que explicar cómo obtenían sus poderes. En 2004, Lee recordaba que: «No podía hacer que a todos los mordiera una araña radiactiva o que fueran expuestos a una explosión de rayos gamma. Y tomé la salida cobarde. Me dije: '¿Por qué no digo simplemente que son mutantes? Que nacieron así'».

En una entrevista de 1987, Kirby afirmó:
Con los X-Men, hice lo más natural. ¿Qué se podía hacer con mutantes que eran simples chicos y chicas y ciertamente no eran peligrosos? Los pones a estudiar. Desarrollas sus habilidades. Así que les di un profesor, el Profesor X. Por supuesto, era lo más natural, en lugar de desorientar o alienar a la gente que era diferente a nosotros, hice que los X-Men formaran parte de la raza humana, como lo eran. Posiblemente, la radiación, si es beneficiosa, podría crear mutantes que nos salven en lugar de que nos hagan daño. Sentía que si entrenamos a los mutantes a nuestra manera, nos ayudarán, y no sólo nos ayudarán, sino que lograrán una medida de crecimiento en su propio sentido. Y así, podríamos vivir todos juntos.
Lee ideó el título de la serie después de que el editor de Marvel Martin Goodman rechazara el nombre inicial, «Los Mutantes», afirmando que los lectores no sabrían lo que era un «mutante».
Dentro del Universo Marvel, se considera que los X-Men se llamaron así en honor al Profesor Xavier mismo. La explicación original del nombre, proporcionada por Xavier en The X-Men #1 (1963), es que los mutantes «poseen un poder extra... ¡uno que no tienen los humanos ordinarios! Por eso llamo a mis alumnos... X-Men (hombres equis), por su poder EX-tra!».
Arnold Drake, creador de la Doom Patrol de DC Comics, que debutó varios meses antes que los X-Men, y sus fanes, han sospechado que el concepto básico de los X-Men fue copiado en gran medida de aquellos por Marvel Comics para crear los X-Men, incluyendo un líder en silla de ruedas. Otros aficionados también especulan que la Doom Patrol comparte similitudes con otro equipo de superhéroes de Marvel que les precedió, los 4 Fantásticos.

## Trayectoria editorial

### Nombre
Después de establecer los fundamentos de la serie, Stan Lee propuso que, tanto los héroes como los villanos, serían mutantes. En un principio, la serie se llamó The Mutants (Los Mutantes) pero ese nombre fue rechazado por el editor Martin Goodman, quien consideraba que los lectores más jóvenes no sabrían qué es un mutante. Buscando otro nombre, Stan Lee pensó en llamarlos «X-men», y se basó entonces en la X del famoso activista social afroamericano Malcolm X (que luchaba por los derechos de los ciudadanos negros en EE. UU). Así, el profesor pasaba a ser el «Profesor X» («Xavier» fue elegido por ser un nombre que empezara con dicha letra), y sus alumnos serían los «X-Men» (Hombres-X), un nombre que sí fue aprobado por Goodman.

### Series

#### Serie original
La serie original, The X-Men (luego publicada bajo el nombre de Uncanny X-Men) apareció en septiembre de 1963, como una analogía de la tensión racial que se vivía en los Estados Unidos en la época, siendo los líderes de la raza mutante, Magneto, y el Profesor Xavier (haciendo alusión a los líderes afroamericanos Martin Luther King y el ya mencionado Malcolm X).
Los primeros números de X-Men presentaron al equipo original, compuesto por Cíclope, Marvel Girl/Chica Maravillosa, Bestia, Ángel y Hombre de Hielo, junto con su archienemigo Magneto y su Hermandad de Mutantes Malvados, a la que pertenecían Mente Maestra, Quicksilver/Mercurio, Bruja Escarlata y Sapo. El cómic se centraba en un tema humano común, el del bien contra el mal, y posteriormente incluyó argumentos y temas sobre los prejuicios y el racismo, todos los cuales han persistido a lo largo de la serie de una forma u otra. El lado malvado en la lucha se mostraba en forma humana y bajo unos inicios simpáticos a través de Magneto, un personaje del que posteriormente se reveló que había sobrevivido a los campos de concentración nazis solo para perseguir el odio a la humanidad normal. Sus principales seguidores, Quicksilver y la Bruja Escarlata, eran romaníes. Solo se añadió un nuevo miembro de los X-Men, Mimic (Mímico)/Calvin Rankin, pero pronto dejó el equipo debido a su pérdida temporal de poder.
El título tuvo bajas ventas respecto a las otras franquicias de cómics de Marvel. En 1969, el escritor Roy Thomas y el ilustrador Neal Adams rejuvenecieron el cómic y dieron papeles regulares a dos personajes recién introducidos: Havok (Kaos)/Alex Summers (que había sido introducido por Roy Thomas antes de que Adams comenzara a trabajar en el cómic) y Lorna Dane, más tarde llamada Polaris (creada por Arnold Drake y Jim Steranko). Sin embargo, estos últimos números de X-Men no lograron atraer las ventas y Marvel dejó de producir nuevas historias con el número 66, reimprimiendo posteriormente una serie de cómics antiguos como los números 67-93.

#### Era Claremont
En el número 1 de Giant-Size X-Men (1975), el escritor Len Wein y el artista Dave Cockrum introdujeron un nuevo equipo que protagonizó un reavivamiento de los X-Men, a partir del número 94. En Giant-Size X-Men # 1, el Profesor X recluta a un nuevo equipo formado por varios extranjeros para salvar a los X-Men. Con el número 94, la revista fue revivida. Este nuevo equipo sustituyó a los miembros anteriores, a excepción de Cíclope, que permaneció. Este equipo difería mucho del original. A diferencia de los primeros números de la serie original, el nuevo equipo no estaba formado por adolescentes y tenía asimismo un origen más diverso. Los propietarios de la empresa Marvel, Cadence Industries, habían sugerido que el nuevo equipo fuera internacional, pues consideraban que se necesitaban personajes con «atractivo extranjero». De forma que cada personaje era de un país diferente, con distintas creencias culturales y filosóficas, y todos estaban ya muy versados en el uso de sus poderes mutantes, y varios tenían experiencia en combate.
Los «all-new, all-different X-Men» («Los totalmente nuevos y diferentes X-men») estaban liderados por Cíclope, del equipo original, y estaban conformados por los recién creados Coloso (de la Unión Soviética/Rusia), Nightcrawler (de Alemania Occidental/Alemania), Tormenta (de Kenia) y Ave de Trueno (un nativo americano de ascendencia apache), así como tres personajes introducidos previamente: Banshee (de Irlanda), Fuego Solar (de Japón) y Wolverine/Lobezno (de Canadá). Wolverine acabó convirtiéndose en el personaje más prominente del equipo y, en términos de ventas de cómics y apariciones, en el personaje más popular de los X-Men, llegando a tener su propio título en solitario. Sin embargo, este equipo no permanecería completo durante mucho tiempo: Fuego Solar, que nunca aceptó realmente a los demás miembros, abandonó el equipo poco después de su primera misión, y Ave de Trueno murió en la siguiente. Para cubrir la vacante, una modernizada Jean Grey pronto se unió a los X-Men bajo su nueva persona del «Fénix». Ángel, Bestia, Hombre de Hielo, Havok y Polaris también hicieron importantes apariciones como invitados.
La serie revivida a partir del número 94 fue ilustrada por Cockrum, y más tarde por John Byrne, y escrita por Chris Claremont. Claremont se convirtió en el colaborador más extenso de la serie. La serie fue aclamada por la crítica y dio lugar a historias que se convirtieron en hitos, como la muerte de Ave de Trueno, la aparición del Fénix, la saga de los Starjammers/Saqueadores Estelares y el Cristal M'Kraan, la introducción de Alpha Flight y la saga de Proteus. Otros personajes introducidos durante esta época son Amanda Sefton, Mystique/Mística y Moira MacTaggert, con su centro de investigación genética en la Isla Muir. Los X-Men se convirtieron en uno de los cómics de superhéroes de mayor éxito, impulsando docenas de otros títulos y las carreras de los artistas y guionistas que trabajaban en como uno de los sellos distintivos de la compañía Marvel Comics.
La década de 1980 comenzó con el arco argumental más conocido del cómic, la Saga de Fénix Oscura, en la que Fénix fue manipulada por el ilusionista Mente Maestra y se ve corrompida con un ansia de poder y destrucción abrumadora como la malvada Fénix Oscura. Otros arcos argumentales importantes fueron Días del futuro pasado, la saga de Ave de Muerte y los Brood (el Nido), el descubrimiento de los Morlocks, la invasión de los Dire Wraiths (Espectros) y El juicio de Magneto, así como X-Men: Dios ama, el hombre mata, que inspiró en parte la película X2: X-Men United de la 20th Century Fox, estrenada el 2 de mayo de 2003.
A principios de la década de 1980, X-Men era el título de cómic más vendido de Marvel. Sus ventas eran tales que los distribuidores y minoristas empezaron a utilizar un «índice X-Men», que calificaba cada publicación de cómics según el número de pedidos que obtenía en comparación con el número de X-Men de ese mes. La creciente popularidad de Uncanny X-Men y el auge de las tiendas especializadas en cómics condujeron a la introducción de varias series derivadas apodadas «X-Books» (Libros X). El primero de ellos fue The New Mutants, al que pronto siguieron Alpha Flight, X-Factor, Excalibur y un título en solitario de Wolverine. Cuando Claremont concibió un arco argumental, la Masacre de los Mutantes, que era demasiado largo para publicarlo en el X-Men mensual, la editora Louise Simonson decidió que se presentara a la vez en varios X-Books. La historia fue un gran éxito financiero, y cuando la posterior La Caída de los Mutantes tuvo un éxito similar, el departamento de marketing declaró que la línea de X-Men celebraría tales crossovers anualmente.
A lo largo de la década, Uncanny X-Men fue escrito únicamente por Chris Claremont, e ilustrado durante largas temporadas por John Byrne, Dave Cockrum, Paul Smith, John Romita Jr. y Marc Silvestri. Las incorporaciones a los X-Men durante esta época incluyeron a Kitty Pryde/Shadowcat (Gata Sombra), Rogue, Jean Grey/Fénix, Psylocke, Dazzler, Longshot, Júbilo, Forja y Gambito. En un movimiento controvertido, el Profesor X se trasladó al espacio exterior para estar con Lilandra Neramani, Majestrix del Imperio Shi'ar, en 1986. Magneto se unió entonces a los X-Men en el lugar de Xavier y se convirtió en el director de los Nuevos Mutantes. Este periodo también incluyó la aparición del Club Fuego Infernal, la llegada de la misteriosa Madelyne Pryor y los villanos Apocalipsis, Mister Siniestro, Mojo y Dientes de Sable.

#### Azul y dorado
En 1991, Marvel revisó toda la línea de títulos de cómics de los X-Men, centrándose en el lanzamiento de una segunda serie de X-Men, titulada simplemente X-Men. Con el regreso de Xavier y los X-Men originales al equipo, la plantilla se dividió en dos fuerzas de ataque: El «Equipo Azul» de Cíclope (apareciendo en X-Men) y el «Equipo Dorado» de Tormenta (en The Uncanny X-Men).
Los primeros números de la segunda serie de X-Men fueron escritos por Claremont y dibujados por Jim Lee. Los vendedores minoristas pidieron por adelantado más de 8,1 millones de copias del número 1, generando y vendiendo casi 7 millones de dólares (aunque los minoristas probablemente vendieron una cifra más cercana a los 3 millones de copias), convirtiéndolo, según el Libro Guinness de los Récords, en el cómic más vendido de todos los tiempos. Guinness concedió los honores a Claremont en la Comic-Con de San Diego de 2010.
Otro nuevo libro X lanzado en ese momento fue X-Force, que incluía personajes de Los Nuevos Mutantes, liderados por Cable; fue escrito por Rob Liefeld y Fabian Nicieza. Las fricciones internas pronto dividieron a los equipos creativos de los libros X. En un movimiento controvertido, el editor de X-Men, Bob Harras, se puso del lado de Lee (y del dibujante de Uncanny X-Men, Whilce Portacio) en lugar de Claremont en una disputa sobre la trama. Claremont se marchó tras apenas tres números de X-Men, poniendo fin a su carrera de 16 años como escritor de los X-Men. Marvel sustituyó brevemente a Claremont por John Byrne, que guionizó ambos libros durante algunos números. Byrne fue luego sustituido por Nicieza y Scott Lobdell, que se encargaría de la mayoría de las tareas de guiones de los X-Men hasta que Lee también se retiró meses después, cuando él y varios otros artistas populares (incluyendo a los antiguos dibujantes de títulos X, Liefeld, Portacio y Marc Silvestri) abandonaron Marvel para formar Image Comics. Los diseños de los X-Men de Jim Lee serían la base de gran parte de la serie animada de los X-Men y de la línea de figuras de acción, así como de varios videojuegos de Capcom.
En la década de los noventa se produjo un número aún mayor de libros X, con numerosas series y miniseries que se publicaban simultáneamente. Los crossovers de libros X continuaron publicándose anualmente, con «The X-Tinction Agenda» en 1990, «La Saga de la Isla Muir» en 1991, «X-Cutioner's Song» en 1992, «Fatal Attractions» en 1993, «Phalanx Covenant» en 1994, «Legion Quest»/«Age of Apocalypse» en 1995, «Onslaught» en 1996, y «Operation: Zero Tolerance» en 1997. Aunque los frecuentes crossovers fueron criticados por los fanes, así como por el personal editorial y creativo, por ser artificialmente regulares, perturbar la dirección de las series individuales y tener un impacto mucho menos duradero de lo prometido, siguieron teniendo éxito financiero.
Hubo muchas incorporaciones a los X-Men en la década de los 90, como Gambito, Cable y Bishop. Gambito se convirtió en uno de los X-Men más populares, rivalizando incluso con Wolverine en cuanto a número de fanes tras su debut en Uncanny X-Men #266 (agosto de 1990). Muchas de las últimas incorporaciones al equipo llegaron y se fueron, como Joseph, Maggott (Oruga), Marrow/Médula, Cecilia Reyes y un nuevo Ave de Trueno. Los Nuevos Mutantes de Xavier crecieron y se convirtieron en X-Force, y la siguiente generación de estudiantes comenzó con Generación X, con Júbilo y otros mutantes adolescentes dirigidos y escolarizados por Banshee y la ex-villana Emma Frost en su Academia de Massachusetts. En 1998, Excalibur y X-Factor terminaron y esta última fue sustituida por Mutant X, protagonizada por Havok, varado en un universo paralelo. Marvel lanzó varias series en solitario, como Deadpool, Cable, Bishop, X-Man y Gambit, pero pocas de las series sobrevivirían a la década.

#### Era Morrison a la época actual
Con la llegada del afamado guionista Grant Morrison, de 2001 a 2004 la serie X-Men fue renombrada New X-Men. A partir de 2002 todos los títulos de las colecciones retiraron el artículo The de sus títulos.
Durante breves momentos de la serie, han existido algunos otros títulos alternativos como X-Treme X-Men o Astonishing X-Men, aunque su duración ha sido relativamente breve. Actualmente se publican cinco colecciones regulares: Amazing X-Men, Uncanny X-Men (volumen 3), X-Men (volumen 2), All-New X-Men y Wolverine and the X-Men.
Además de estas series, han existido muchas otras series regulares relacionadas, entre las que destacan:
- Nuevos Mutantes (1983-1990) (2009-2011): Una especie de versión juvenil de los X-Men. Tras un largo período de vida editorial, el cómic fue relanzado como Fuerza-X.
- Factor-X (1986-1998) (2006-2011) (2014-2015): Nombre que usaron los primeros X-Men tras volver a reunirse tiempo después de haberse retirado. La serie sufrió su propia evolución y se creó su propio nicho como super grupo mutante más vinculado al gobierno estadounidense. En épocas recientes resurgió como una agencia de detectives privados: Agencia de investigadores X-Factor (2006-2013)
- Excalibur (1988-1998) (2006-2007): Grupo británico de mayoría mutante (algunos de ellos antiguos X-Men). Finalmente el título se relanzó como New Excalibur (2006-2007).
- Fuerza-X (1990-2001) (2008-2010) (2010-presente): Organización mutante paramilitar con un enfoque más agresivo y relativamente violento que el resto de los grupos-X. Su primera encarnación fue liderada por Cable. Encarnaciones recientes han sido dirigidas por Wolverine y Psylocke.
- Generación-X (1994-2001): Tercera generación juvenil mutante de la escuela de Xavier. La serie fue un intento de realizar un híbrido entre los cómics de mutantes Marvel, con populares series televisivas estadounidenses (como Beverly Hills, 90210).
- New X-Men (2003-2008) (antes New Mutants o New X-Men: Academy-X), protagonizada por los estudiantes adolescentes del Instituto Xavier en su cuarta generación.

Diversos X-Men han obtenido además sus propias series. Algunas de las más duraderas han sido:
- Wolverine
- Cable
- Gambito
- Deadpool

También han existido numerosas series limitadas, especiales o tomos ajenos a la cronología de la serie principal. Así mismo, en el marco de la apuesta editorial de Marvel por lanzar un nuevo Universo con los mismos personajes fuera de la continuidad y la historia ya escrita, se lanzó Ultimate X-Men, donde se vuelve a contar la historia de los X-Men, partiendo desde tiempos más modernos.

### Autores destacados
Los creadores de The X-Men fueron Stan Lee y Jack Kirby. El primer número de The X-Men salió a la venta en septiembre de 1963. Stan Lee permaneció al frente de la colección hasta el nº19 y Jack Kirby hasta el número 18. En el apartado artístico, tras la partida de Jack Kirby trabajaron en la serie Don Heck (con diferentes entintadores) o Neal Adams, que sin duda marcarían el final de esta época. Los primeros guiones estuvieron a cargo de Stan Lee, y tras su marcha le relevó Roy Thomas, aunque Stan siguió ejerciendo control sobre los guiones de su sucesor. Contrariamente a los deseos de Thomas, Stan Lee obligó a que Banshee fuera un hombre, y que Mímico no se sumara como nuevo miembro estable del grupo.
Sin embargo el autor más importante de los X-Men ha sido Chris Claremont que empezó colaborando en los guiones en el The Uncanny X-Men # 93 y estuvo en la colección hasta el # 280 de forma ininterrumpida. La gran virtud de este guionista fue dotar a estos personajes de una humanidad que nunca antes se había visto en el mundo del cómic americano. La popularidad de los mutantes hoy en día se debe a las bases que cimentó Claremont. Poco después, el dibujante Dave Cockrum es sustituido por el dibujante canadiense John Byrne, que junto con Claremont llevaría al grupo a los mayores niveles de popularidad desde su creación. Es en esta etapa cuando tiene lugar el nacimiento de Fénix (evolución del personaje de Jean Grey), uno de los momentos más recordados de la época de Claremont, y que en general supondría la eclosión de los X-Men como fuente de desarrollo de tramas e historias, adquiriendo progresivamente más importancia dentro de la editorial.
Tras la marcha de Byrne de la colección, desfilaron varios dibujantes de los que destacan Dave Cockrum (el cual ya había intervenido en la colección), Paul Smith, John Romita Jr. y Marc Silvestri hasta la llegada de Jim Lee en la etapa final de Claremont.
Tras la marcha de Claremont en el # 280 se creó un desdoblamiento X-Men desde el n.º 1.
De los artistas contemporáneos podemos destacar a Alan Davis y Grant Morrison y la vuelta de Chris Claremont a estos títulos tras más de 15 años sin participar en títulos mutantes aparte de una miniserie de Wolverine y a la serie regular de X-Treme X-Men.
Una nueva etapa comenzará para los X-Men en la primera década del siglo XXI, con tres publicaciones diferentes: X-Treme X-Men (Chris Claremont/Salvador Larroca), Uncanny X-Men y el título X-Men, que es rebautizado como Nuevos X-Men, bajo la batuta de Grant Morrison.
En el 2006 la editorial, Marvel Comics, ha puesto como referentes creativos a Ed Brubaker en Uncanny X-Men y a Mike Carey en X-Men. Además sigue editándose con gran éxito una tercera colección, Astonishing X-Men, aparecida en el 2004 y guionizada por Joss Whedon.

### Similitudes
La versión original de los X-Men guarda grandes similitudes con la Patrulla Condenada, una serie de DC Comics estrenada 3 meses antes. Ambas tratan sobre un grupo de super héroes rechazados por la sociedad (un enfoque menos frecuente en la época que en la actualidad) y son liderados por un hombre de gran inteligencia en silla de ruedas (Charles Xavier y Niles Caulder, respectivamente). Esto llevó al creador de la Patrulla Condenada, Arnold Drake, a acusar a Stan Lee de robarle la idea.

## Historia ficticia

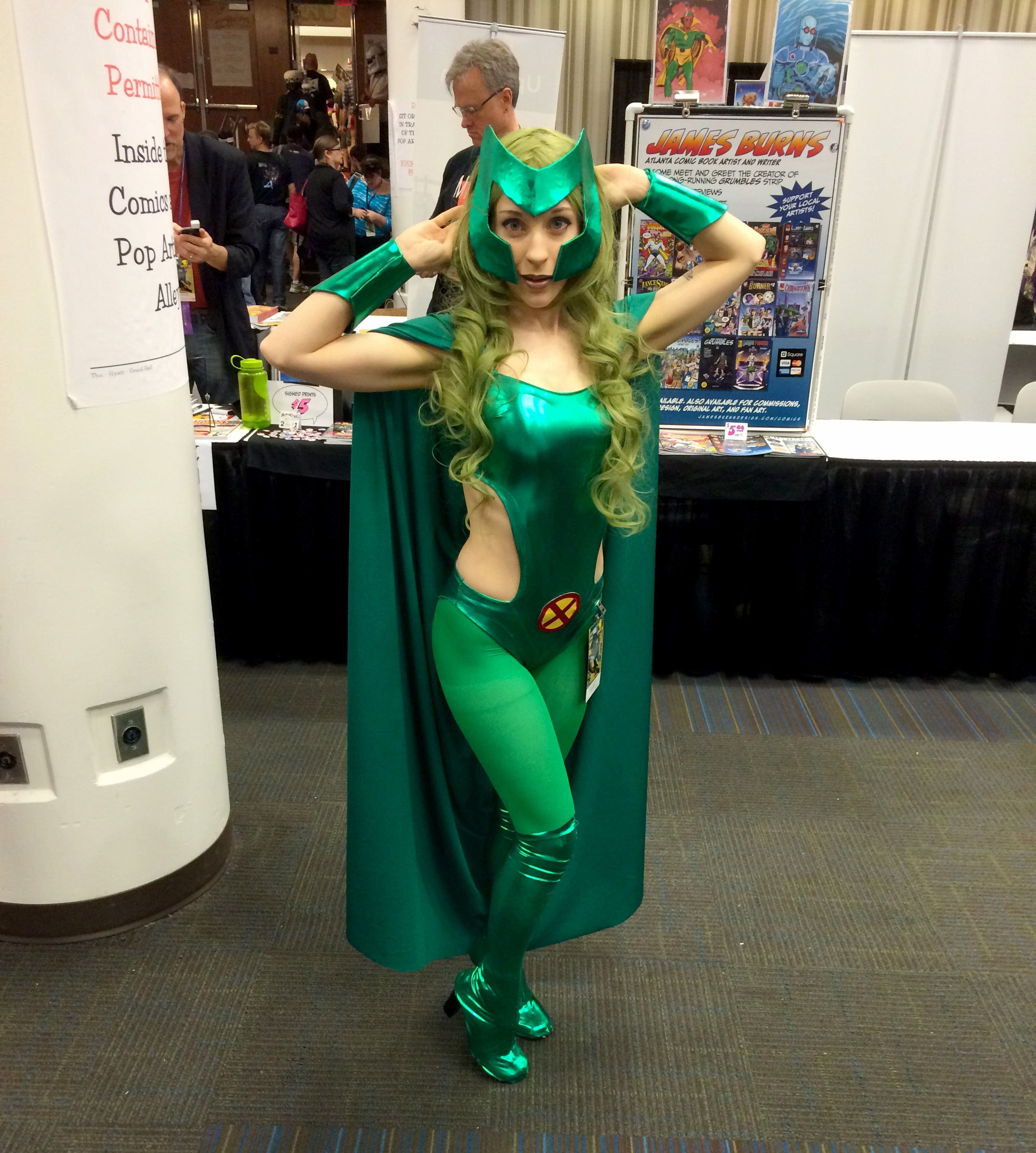
Cosplay de Polaris en la Dragon Con 2014.

### Años 1960s

#### Los X-Men originales (1963-1971)
La primera aparición del grupo se produjo en el Uncanny X-Men # 1, en septiembre de 1963. Al percatarse del surgimiento masivo de mutantes por todo el mundo después de la Segunda Guerra Mundial y del rechazo y el temor que generaban en la humanidad, el Profesor Charles Xavier, un mutante con grandes poderes telepáticos, decidió invertir parte de su fortuna familiar en convertir su vieja mansión estilo victoriano ubicada en el pueblo de Westchester, Nueva York en una escuela para entrenar a jóvenes mutantes en el uso de sus poderes. Xavier sabía muy bien que parte del rechazo de la humanidad hacia los mutantes derivaba del temor que causaban los mutantes inexpertos a la hora de usar sus poderes. Inauguró así la Escuela Xavier para Jóvenes Superdotados, una institución con reconocimiento académico oficial como una secundaria/preparatoria (high-school). Pero en secreto Xavier la equipó perfectamente como un centro de entrenamiento de primer nivel para mutantes. El objetivo de Xavier es que sus alumnos conformen un equipo de superhéroes mutantes. Él cree que ayudando a humanos y mutantes por igual con un equipo superheroico (al estilo de los Cuatro Fantásticos o los Vengadores), conseguirá que los mutantes se ganen el respeto y reconocimiento de los humanos. El equipo original fue conformado por cinco mutantes adolescentes: Cíclope, el Hombre de Hielo, la Bestia, Ángel y Jean Grey. En su primera misión, los X-Men se enfrentan a un viejo conocido del Profesor Xavier, el mutante Magneto, el «Amo del Magnetismo», que a partir de entonces se convertirá en su archienemigo por antonomasia.
En sus primeras misiones, los X-Men estuvieron a punto de reclutar a un adulto a sus filas, el mutante Blob (Mole). Más adelante se enfrentan también a la primera encarnación de la Hermandad de Mutantes, la respuesta de Magneto a los X-Men. Otra las primeras amenazas a las que se enfrentan los X-Men es el imparable Juggernaut, malvado hermanastro del Profesor-X, quién también se convierte en uno de sus enemigos más distintivos. Los X-Men visitan también por primera vez la Tierra Salvaje, una jungla prehistórica oculta en la Antártida, donde conocen a Ka-Zar y a los Mutados, un grupo de superhumanos artificiales creados tecnológicamente por Magneto. Los X-Men enfrentan también por primera vez a los Centinelas, una serie de robots cazadores de mutantes creados por el científico Bolivar Trask y originalmente auspiciados por el gobierno para el control y cacería de los mutantes. También combatieron al super equipo de villanos conocido como el Factor-Tres.
Finalmente, los X-Men aceptaron en sus filas a un nuevo integrante, el mutante artificial conocido como Mímic (Mímico). Sin embargo, poco después de unirse al grupo, Mímic sufrió un accidente que lo mantuvo incapacitado por varios años.
Más adelante, el Profesor-X se vio forzado a abandonar al grupo para combatir el intento de invasión a la Tierra de los alienígenas Z'Nox. Xavier partió en secreto y solo Jean Grey supo los verdaderos motivos de su ausencia. Para ocupar su lugar dentro de los X-Men, Xavier contrato a Changeling, un mutante metamorfo que lo suplantó en el equipo. Por desgracia, poco después de aliarse al grupo, Changeling muere en una misión haciéndoles creer a los X-Men que el verdadero Xavier había muerto. Más adelante Xavier regresó y con ayuda de los X-Men venció a los Z'Nox. Otros dos mutantes se integrarían posteriormente al equipo: Polaris, una joven con poderes magnéticos que los X-Men rescatan de las garras del villano conocido como Mesmero, y Havok, el hermano menor de Cíclope, quién es rescatado por los X-Men de las garras de la perversa criatura conocida como Sauron. No obstante, Polaris y Havok serán considerados únicamente como miembros de reserva.

### Años 1970s

#### Segunda Génesis (1975)
Los X-Men originales (a excepción de Cíclope), son secuestrados por una entidad extraterrestre conocida como Krakoa, la Isla Viviente. Xavier decide reclutar a un nuevo grupo de mutantes para auxiliarle a rescatar a los X-Men originales. Este equipo difirió enormemente del original. El nuevo equipo ya no estaba formado por adolescentes y tenía un origen multicultural y multinacional. Esta formación estaba compuesta por Wolverine (Lobezno), mutante canadiense, exagente del gobierno de Canadá (quien acabó por convertirse en el personaje más popular de la saga en términos de ventas y apariciones en los cómics); Tormenta, mutante con poderes de control climático, venerada como una diosa en las sabanas del África; Nightcrawler (Rondador Nocturno), mutante alemán con el aspecto de un demonio; Coloso, mutante de origen soviético; Ave de Trueno, un indio de la etnia apache, así como el mutante irlandés Banshee y el mutante japonés Fuego Solar, quienes ya habían aparecido previamente en las historias de los X-Men. Fue digno de destacar en este nuevo equipo la presencia de miembros de minorías raciales de Estados Unidos, así como un japonés, un alemán y un soviético, originarios de países con relaciones históricamente tensas con los Estados Unidos.
Este segundo equipo rescató exitosamente a los X-Men originales de las garras de Krakoa. Al volver a Nueva York, los X-Men originales (salvo Cíclope y Jean Grey) abandonan al grupo dejando espacio a la nueva generación. En su segunda misión, Ave de Trueno murió en un combate contra el villano Conde Nefaria, y Fuego Solar decide abandonar al equipo al no adaptarse al mismo.
En algún momento, el Profesor X recibe unas extrañas visiones en sueños donde una misteriosa mujer solicita su ayuda. En realidad estos sueños eran llamadas telepáticas de la Princesa Lilandra Neramani, hermana del loco Emperador D'Ken, soberano de los Shi'Ar (una de las razas e imperios intergalácticos más importantes del Universo Marvel). El Emperador D'Ken había robado una gema mística conocida como el Cristal M'Kraan, el nexo de todas las realidades. Sabiendo el peligro que esto representaba, Lilandra roba el cristal y huye hacia la Tierra. Xavier envía a los X-Men a encontrarse con Lilandra en una base espacial. En su regreso a la Tierra, Jean Grey será recreada por la Fuerza Fénix, una poderosa entidad cósmica, guardiana del Cristal M'Kraan y manifestación abstracta de todas las energías psíquicas del universo. Fénix se ofrece a salvar a Jean Grey y a los X-Men a cambio de que Jean le preste su cuerpo como avatar para combatir a D'Ken. Jean acepta y la Fuerza Fénix clona su cuerpo y absorbe parte de su mente y emociones. Los X-Men regresan sanos y salvos a la Tierra y creen que el nuevo poder de Jean es consecuencia de la radiación cósmica (los X-Men ignoran que la verdadera Jean está viva y mantenida en animación suspendida por Fénix en el fondo del mar). Con el cuerpo de Jean y la ayuda de los X-Men, Lilandra y un equipo de piratas espaciales conocidos como los Starjammers, Fénix derrota a D'Ken y salva al Cristal M'Kraan y al resto del universo. Más al volver a la Tierra, Fénix se resiste a abandonar su cuerpo huésped, experimentando emociones y sensaciones mortales que seducen a la poderosa criatura. Por su parte, Lilandra es proclamada nueva emperatriz de los Shi'Ar.
De vuelta a sus aventuras regulares, los X-Men viajan a Japón, acudiendo a un llamado de Fuego Solar para ayudarle a proteger a su clan familia, los Yashida, de un ataque del supervillano Samurái de Plata. A consecuencia de su ayuda en la misión, Wolverine terminará comprometiéndose con la joven Mariko Yashida. Posteriormente Banshee terminará abandonando al equipo tras enamorarse de la Dra. Moira MacTaggert, una cercana colaboradora del Profesor X y los X-Men, e instalándose con ella en su Centro de Investigaciones Científicas en la Isla Muir, en Escocia.

### Años 1980

#### La Saga de Fénix Oscura
(John Byrne; Terry Austin; Chris Claremont (1980). «The Dark Phoenix Saga» (en inglés). The Uncanny X-Men. 129 a 138. ISBN 0-7851-2213-3.)
En su cuerpo huésped terrícola, las emociones humanas pervierten a la Fuerza Fénix, volviéndola violenta e impulsiva. Esta situación es aprovechada por el villano Mente Maestra y sus nuevos socios, el llamado Círculo Interno del Club del Fuego Infernal, una élite de mutantes económicamente poderosos e influyentes, quienes pretenden hacerse del control del mundo. Con ayuda de Emma Frost, la llamada Reina Blanca del club, Mente Maestra se apodera de la voluntad de Fénix, y sin que los X-Men lo puedan evitar, desata su parte maligna. La ahora llamada Fénix Oscura se convierte en una terrible amenaza para todo el Universo. La Emperatriz Lilandra, aconsejada por su Consejo Galáctico, ubica a Fénix como una amenaza y viaja a la Tierra con su Guardia Imperial para destruirla. En una batalla en la Luna entre los X-Men y la Guardia Imperial, un fragmento de la consciencia de Jean se impone al Fénix, y se suicida, disparando contra ella misma un cañón de plasma de una nave cercana. Con su cuerpo huésped sin vida, la Fuerza Fénix abandona a su avatar y regresa a su lugar en el espacio (la Fuerza Fénix es indestructible). Los X-Men creen que la verdadera Jean Grey ha muerto. Cíclope abandona a los X-Men abatido por la muerte de Jean Grey (con quién mantenía un largo romance desde su adolescencia). Tormenta se convierte en la nueva líder de campo del equipo.
Después de la supuesta muerte de Jean, la joven mutante Kitty Pryde (una joven mutante de entonces 13 años de edad), se integra como su suplente en el equipo.

#### Días del futuro pasado
(John Byrne; Terry Austin; Chris Claremont (1981). «Days of Future Past» (en inglés). The Uncanny X-Men. 141 a 145. ISBN 0-7851-1560-9.)
Este evento ocurre inmediatamente después de los eventos de la saga anterior. En él se narra un futuro apocalíptico en una dimensión paralela. En esta realidad alterna, la voluntad de Jean Grey se impuso ante el Fénix en el combate en la Luna. Fénix volvió a la Tierra y se casó con Cíclope. Ellos tienen una hija llamada Rachel Summers. El destino de los mutantes cambia radicalmente cuando una nueva encarnación de la Hermandad de Mutantes, ahora dirigida por la villana Mystique, asesina al Senador Robert Kelly, candidato a la presidencia de los Estados Unidos. Esto desata una paranoia nacional contra los mutantes. Los Estados Unidos quedan dominados por los robots cazamutantes, los centinelas, quienes se preparan para expandirse al resto del mundo. Casi todos los superhéroes de la Tierra están muertos, incluyendo a casi todos los X-Men. Entre los pocos mutantes sobrevivientes se encuentran la joven Rachel y Kitty Pryde, quienes están presos en un campo de concentración. Rachel es además utilizada como un «sabueso mutante», encargada de buscar y matar a otros mutantes. Los supervivientes se dan cuenta de que la única forma de remediar el mundo en que viven es evitar que exista. Rachel y Kitty descubren una máquina del tiempo propiedad de los Centinelas, la cual pensaban utilizar para enviar a Nimrod, el Super Centinela, al pasado y a diversas dimensiones a aniquilar a los mutantes «desde la raíz». Rachel logra que tanto ella como Kitty viajen al pasado y Kitty tome control del cuerpo de la Kitty del presente a través de la máquina del tiempo. Pero por alguna extraña razón, la máquina realiza el traslado a la línea temporal «oficial». Sin saberlo, Kitty evita el asesinato de Kelly y salva el futuro de nuestra línea temporal. Por desgracia, al volver a su cuerpo del futuro alterno, nada ha cambiado y Kitty muere a manos del Nimrod. Rachel logra escapar hacia nuestra línea temporal, quedando varada en ella, acechada de cerca por el Nimrod.
Mientras tanto los X-Men (que ignoran toda la batalla y labor de Rachel al salvar la realidad), enfrentan nuevas amenazas. Una de ellas es Belasco, un demonio que funge como soberano de la dimensión conocida como el Limbo. Belasco secuestra a los X-Men y a la pequeña Illyana Rasputin (la hermana pequeña de Coloso). La misión concluye cuando Illyana termina por convertirse en Magik, una poderosa hechicera que derrota a Belasco y toma el control del Limbo

#### Dios ama, el hombre mata
(Chris Claremont; Brent Anderson (1982). «God Loves, Man Kills» (en inglés). Marvel Graphic Novel 5. ISBN 0-7851-0039-3.)
Mientras tanto, Magneto está investigando el asesinato de dos niños mutantes a manos de los esbirros del Reverendo William Stryker, el líder de un culto religioso que desprecia a los mutantes. Stryker busca el exterminio de los mutantes mientras se presenta al público como un predicador, difundiendo un mensaje afirmando que los mutantes son abominaciones ante los ojos de Dios. Después de un debate televisivo con el Profesor Xavier, Stryker (que sabe que Xavier es un mutante) lo secuestra, obligando a los X-Men de hacer equipo con Magneto para encontrar a su mentor. Xavier es conectado a una máquina que va a utilizar su poder psíquico para matar a todos los mutantes del mundo a través de una hemorragia cerebral. En una reunión de avivamiento, donde un popular senador de Estados Unidos (que es un mutante) está entre la asistencia, Magneto y los X-Men se enfrentan a Stryker y rescatan a Xavier. Al final logran que Stryker admita el secuestro Xavier y sus planes para el genocidio mutante, Stryker recibe un disparo en el pecho por un guardia de seguridad cuando trata de asesinar a Kitty Pryde en público, lo que pone fin, de manera temporal, a su amenaza sobre la raza mutante.
Más adelante, la Emperatriz Lilandra envía de nuevo un llamado de auxilio al Profesor X. Su hermana, la princesa rebelde Ave de Muerte, ha realizado un golpe de Estado en su contra apoyada por una terrible raza de alienígenas parásitos conocidos como los Brood. Los X-Men viajan en su ayuda, siendo secuestrados por los Brood y llevados hasta Acanti, su horrible planeta viviente. Los X-Men logran escapar de los Brood con la ayuda de Lockheed, un extraterrestre con la apariencia de un pequeño dragón terrícola perteneciente a la raza Flock, enemigos naturales de los Brood. Los X-Men destruyen a una gran cantidad de Brood y finalmente, con la ayuda de los Starjammers y Capitana Marvel, logran derrotar a Ave de Muerte y restaurar a Lilandra en el trono Shi'Ar.
Mientras tanto, en la Tierra, Xavier cree que los X-Men han muerto, por lo que decide reclutar a un nuevo equipo de jóvenes mutantes: Bala de Cañón, Danielle Moonstar, Wolfsbane (Loba Venenosa), Sunspot (Mancha Solar) y Karma. Estos jóvenes serán conocidos como los Nuevos Mutantes. Los X-Men vuelven a la Tierra acompañados por Lockheed, quién se vuelve integrante del equipo y compañero inseparable de Kitty Pryde. Los Nuevos Mutantes por su parte, se convierten en discípulos de los X-Men, aunque desarrollan también sus propias aventuras individuales.
Más tarde, Arcángel, exintegrante de los X-Men, es secuestrado por la mutante llamada Callisto. Callisto es la líder de los Morlocks, una comunidad de mutantes parias que viven marginados de la sociedad refugiados en las alcantarillas de Nueva York. Los X-Men acuden al rescate de Arcángel y combaten a los Morlocks, siendo superados en número, pues la comunidad morlock se conforma de casi un millar de individuos. Tormenta reta a Callisto a un combate por el liderazgo de los Morlocks. Tormenta resulta vencedora del combate y se convierte en la nueva líder de la comunidad. Los Morlocks rechazan la oferta de Tormenta de vivir con los X-Men en la superficie, por lo que Tormenta le permite a Callisto gobernar en su ausencia. Aunque al principio se muestran hostiles, los Morlocks terminaran por convertirse en valiosos aliados para los X-Men.
Los X-Men aceptan a una nueva integrante del equipo. Se trata de Rogue (Pícara), antigua miembro de la Hermandad de Mutantes. Rogue es hija adoptiva de Mystique y su pareja, la mutante vidente Destiny (Destino). Incapaces de ayudarle a Rogue a controlar sus poderes, ambas mujeres acuerdan enviar a la joven a buscar la ayuda del Profesor X. Mientras tanto, en su ausencia de los X-Men, Cíclope conoce y se enamora de Madelyne Pryor, una piloto de aviones con un extraño parecido con Jean Grey. Cíclope se casa con Madelyne poco después.
Los Nuevos Mutantes encontraran a sus propios némesis por excelencia en la figura de los Hellions, un grupo de jóvenes mutantes estudiantes de la Academia de Massachusetts, dirigida por Emma Frost, y que operan bajo el apoyo del Club del Fuego Infernal. Los X-Men también conocen a Forja, un mutante de origen cheyenne que trabaja como agente gubernamental, y que es enviado por el gobierno originalmente para capturar a Rogue. Forja terminará por volverse aliado de los X-Men, especialmente tras desarrollar una relación romántica con Tormenta.
Por su parte, la joven Rachel Summers sigue sobreviviendo atrapada en nuestra línea temporal. Rachel finalmente se encontrará con los X-Men, quienes la rescatan de los constantes ataques que la joven vivía de parte de la vampira psíquica Selene, la nueva Reina Negra del Club del Fuego Infernal. Rachel es aceptada como miembro de los X-Men. Poco después, la joven terminará por convertirse en la nueva huésped de la Fuerza-Fénix.
La Hermandad de Mutantes es capturada por el gobierno estadounidense, quien les da oportunidad de redimirse trabajando para ellos como agentes especiales. El equipo cambia su nombre por el de Fuerza Libertad. Este nuevo equipo logra la captura de Magneto, quién es llevado a juicio por un tribunal internacional por sus crímenes contra la humanidad. Durante el juicio, Xavier funge como testigo. Magneto es víctima de un atentado de parte de los gemelos Andrea y Andreas Von Strucker, mejor conocidos como los gemelos Fenris. Magneto hubiera muerto de no ser por la intervención de Xavier, quién queda gravemente herido por salvar a su rival. Para salvar su vida, Xavier es llevado al Imperio Shi'Ar por la Emperatriz Lilandra. Antes de partir, le brinda la oportunidad a Magneto de redimirse, cediéndole la dirección de su escuela y la tutela de los Nuevos Mutantes. Magneto también se une a los X-Men.
El Profesor X pasará una larga estancia en el Imperio Shi'Ar, particularmente después de convertirse en consorte de Lilandra.
La alegría inunda a la Mansión X con el nacimiento del pequeño Nathan Christopher, hijo de Cíclope y Madelyne Pryor. Por su parte, Wolverine conoce a Lady Deathstrike (Dama Mortal), una despiadada asesina cibernética que lo acusa de la muerte de su padre. Deathstrike se convertirá en enemiga regular de Wolverine y los X-Men.
Finalmente Jean Grey es encontrada en animación suspendida en una cápsula en el fondo del mar por los Vengadores. Una vez que recupera su estabilidad, Jean se reúne con Cíclope, quién queda abrumado al reunirse con ella, pues su relación se ve imposibilitada debido a su matrimonio y reciente paternidad. El gobierno de los Estados Unidos hace un llamado a Cíclope, Jean y el resto de los X-Men originales para trabajar para ellos en un nuevo equipo denominado X-Factor. X-Factor funge como una fuerza secreta que ayuda al gobierno a controlar situaciones mutantes. Originalmente, los X-Men originales ocultan a los X-Men su estatus como agentes del gobierno y también el regreso de Jean Grey.
Por su parte, los X-Men forman una alianza con el Club del Fuego Infernal. Precisamente en una batalla entre ambos grupos con el centinela Nimrod, Rachel desaparece misteriosamente sin dejar rastro de su paradero.
Los X-Men reciben en la Mansión-X a la mutante telépata británica Psylocke (Mariposa Mental), hermana gemela del superhéroe británico conocido como el Capitán Britania, la cual es llevada a la base por los Nuevos Mutantes. Psylocke es recibida inicialmente con recelo por los X-Men.

#### Masacre Mutante (Mutant Massacre)
(Walter Simonson; John Romita Jr.; Chris Claremont (1986). «Mutant Massacre» (en inglés). The Uncanny X-Men 210 a 213, X-Factor 9 a 11, The New Mutants 46, Power Pack 27, The Mighty Thor 373 a 374. ISBN 0-7851-0224-8.)
La comunidad Morlock será objeto de un cruel ataque de parte de los Merodeadores, un grupo de asesinos mutantes al servicio de un nuevo villano: Mr. Siniestro. Los X-Men, los Nuevos Mutantes y X-Factor acuden por separado en su auxilio. La batalla diezma a la comunidad morlock, que queda reducida a unas cuantas decenas de integrantes. Los pocos sobrevivientes se distribuyen en la Mansión X y en el cuartel de X-Factor. Es precisamente en este conflicto cuando se lleva a cabo el primer enfrentamiento entre Wolverine y su archienemigo Dientes de Sable, miembro de los Merodeadores. La batalla tiene consecuencias para todos los Grupos X. Los X-Men Kitty Pryde y Nightcrawler sufren severas heridas que los obligan a retirarse de la vida activa. Por su parte, Arcángel, integrante de X-Factor queda gravemente herido. Los Merodeadores le arrancan sus alas, dejándole totalmente desvalido. Por su parte, los Nuevos Mutantes desaparecen en medio del conflicto siendo secuestrados por el alienígena Magus, padre de Warlock, el integrante alienígena del equipo. Los X-Men aceptan como miembro del grupo a Psylocke, quien les demuestra su valor al defender la mansión de un ataque de Dientes de Sable.
Tras la batalla con los Merodeadores, el equipo queda reducido a Wolverine, Rogue, Psylocke, Tormenta y Magneto. En algún momento el equipo recluta en sus filas a Dazzler, una popular cantante mutante que, tras caer en desgracia, acepta afiliarse al equipo.
Los X-Men conocen a Longshot, un humanoide procedente de una dimensión paralela conocida como el Mojoverso. El Mojoverso es regido por Mojo, una malvada criatura que gobierna como tirano, enajenando a su población a través de la televisión. Mojo y su asistente, la hechicera de seis brazos conocida como Espiral, se terminarán obsesionando con los X-Men en su afán de llevarlos como esclavos a su mundo. Varado en la Tierra, Longshot es invitado a unirse a los X-Men. Por otra parte, Magneto decide ausentarse del equipo y se enfoca en encontrar a los Nuevos Mutantes.
Mr. Siniestro continúa actuando entre las sombras. Su siguiente objetivo es asesinar a Madelyne Pryor, la esposa de Cíclope. Madelyne sobrevive y es auxiliada por los X-Men, mientras que el pequeño Nathan es secuestrado por Siniestro, quien tiene una obsesión por el niño alegando que se trata del «mutante perfecto» o una suerte de mesías para la raza mutante. Havok, el hermano de Cíclope, abandona su estatus como miembro de reserva para volverse un miembro activo de los X-Men luego de que su novia Polaris le abandona al ser poseía por la mutante Malice, integrante de los Merodeadores. Por otro lado, Arcángel está a punto de suicidarse, al perder sus alas tras las heridas infligidas por los Merodeadores, cuando es contactado por un misterioso mutante conocido como Apocalipsis. Apocalipsis es un mutante de existencia milenaria que resurge en la era actual, atraído también por el nacimiento de Nathan, el pequeño mutante mesías. Apocalipsis se alista para dar su golpe final y dominar el mundo.

#### La Caída de los Mutantes
(Walter Simonson; Marc Silvestri; Chris Claremont (1988). «Fall of the Mutants» (en inglés). The Uncanny X-Men 225 a 227, X-Factor 24 a 26, The New Mutants 59 a 61. ISBN 0-7851-0825-4.)
Los X-Men combaten a una entidad maligna conocida como el Adversario en la ciudad de Dallas, Texas. Los X-Men realizan el sacrificio supremo: sus propias vidas para acabar con el Adversario. Los X-Men mueren, pero su sacrificio será honrado por Roma, la hija de Merlyn y quién funge como guardiana del Otro Mundo, una especie de cruce donde convergen todas las dimensiones del Multiverso Marvel. Roma les devuelve la vida a los X-Men. Sin embargo, por extrañas circunstancias, tras su resurrección los X-Men serán invisibles ante cualquier tipo de aparato electrónico. Con esta peculiaridad y ahora que el mundo cree que están muertos, Tormenta decide aprovechar la situación para que el equipo haga frente ante sus numerosos enemigos y tomar así una postura mucho más agresiva y menos reactiva. Además Roma les otorga un regalo extra: un portal místico llamado Sitio Peligroso (Siege Perilous), que le otorga a todo aquel que lo cruce la oportunidad de «expiar sus pecados» y renacer en vida como una persona nueva.
De manera simultánea, los Nuevos Mutantes (separados de los X-Men desde la Masacre Mutante), son encontrados por Magneto prisioneros de una criatura conocida como el Ani-Mator. Al escapar de su captor, Cypher (Cifra), uno de los integrantes del grupo, muere trágicamente. Cuando el equipo vuelve a los Estados Unidos, se enteran de la supuesta muerte de los X-Men. Con las muertes de Cypher y los X-Men a cuestas, Magneto cree que ha decepcionado a Xavier y decide volver a sus actividades criminales.
Por otro lado, Apocalipsis decide hacer su presentación triunfal como nueva amenaza para la humanidad acompañado de su equipo, los Cuatro Jinetes de Apocalipsis. Arcángel se ha convertido en el Jinete de la Muerte, manipulado por Apocalipsis, quién además restauró sus alas originales por unas alas metálicas. Apocalipsis y su equipo atacan la ciudad de Nueva York y se enfrentan a X-Factor. X-Factor logra derrotarles y Arcángel logra liberarse del control del villano. A partir de entonces, Apocalipsis se convertirá en la principal amenaza para X-Factor.
Con la supuesta muerte de los X-Men, tres integrantes que estaban inactivos en la lucha contra el Adversario (Kitty Pryde, Nightcrawler y Lockheed), deciden emigrar al Reino Unido. Allí encuentran a Rachel Summers, quien había sido capturada por Mojo. En su lucha contra Mojo, Rachel y compañía unen fuerzas con el Capitán Britania y su novia, el hada Meggan. Al ver lo bien que se desempeñaron en la batalla, los seis deciden reunirse y formar un nuevo equipo de superhéroes llamado Excalibur.
En su nuevo estatus undergroung, los X-Men abandonan Nueva York y se instalan en Australia. Allí se enfrentan a los Reavers (Cosechadores), un grupo de mercenarios cibernéticos que trabajan a las órdenes de Donald Pierce, exintegrante del Club del Fuego Infernal y entre cuyas filas también se encuentra Lady Deathstrike. Los X-Men vencen a los Reavers y ocupan su base en el Outback australiano. Entre los aliados que el equipo encuentra en ese lugar, se encuentra Gateway, un mutante Aborigen australiano con capacidad de abrir portales transportadores, y que será de gran utilidad a unos X-Men carentes de la tecnología de la Mansión X.
Los X-Men visitan por primera vez la isla de Genosha, una isla-nación ubicada en el océano Índico, frente a las costas de África, y cuya base económica es la esclavitud de los mutantes. Los X-Men de alguna manera incitan o inspiran para que los mutantes oprimidos de Genosha inicien una rebelión, por lo que son puestos en la mira del gobierno genoshano como una amenaza.

#### Infierno (Inferno)
(Louise Simonson; Chris Claremont (1988-1989). «Inferno» (en inglés). The Uncanny X-Men 239 a 243, X-Factor 35 a 39, The New Mutants 71 a 73, Excalibur 6 y 7. ISBN 0-7851-0222-1.)
La esposa de Cíclope, Madelyne Pryor, se encuentra con los X-Men sirviéndoles como asistente y monitoreando para ellos lo que ocurre en el mundo. Madelyne sabe del reencuentro de su esposo con Jean Grey y busca vengarse de ellos. Madelyne hace un pacto con el demonio N'Astirth, uno de los demonios residentes del Limbo. N'Astirth despierta los poderes latentes de Madelyne y la convierte en su Goblin Queen (Reina Demonio). A cambio de eso, Madelyne le entrega su alma y le permite a N'Astirth abrir un portal entre el Limbo y la Tierra. El portal se abre en la ciudad de Nueva York. N'Astirth aspira a destronar a Magik y convertirse en nuevo soberano del Limbo. Magik y los Nuevos Mutantes combaten a N'Astirth y logran vencerlo. Para cerrar el portal, Magik sacrifica su poder mágico y queda revertida de nuevo a su etapa infantil (justo como era antes de que Belasco la secuestrara). El gobierno del Limbo queda ahora en manos del demonio S'ym. Por su parte, Madelyne ataca a Cíclope y Jean Grey. Los X-Men y X-Factor finalmente se reencuentran y unen fuerzas para combatir a Madelyne. El malvado Mr. Siniestro aparece y revela la verdad: Madelyne resulta ser un clon de Jean Grey creado por Siniestro con la intención de combinar los genes perfectos de Jean con los genes perfectos de Cíclope y engendrar al «mutante mesías». Madelyne termina suicidándose. Mr. Siniestro y los Merodeadores combaten a los X-Men y X-Factor en una batalla que destruye parcialmente la Mansión X y en la que los Merodeadores (excepto Siniestro y Dientes de Sable), aparentemente mueren. Siniestro finalmente es derrotado. Cíclope y Jean Grey reanudan su relación y deciden criar juntos al pequeño Nathan.
Los X-Men vuelven a Australia. En un viaje de placer a Los Ángeles, California, a través de uno de los portales de Gateway, las mujeres del equipo encuentran a Júbilo, una niña mutante huérfana, a quien rescatan de un contratiempo. Sin que las mujeres se percaten, Júbilo las sigue de regreso a Australia a través del portal de Gateway. Júbilo se instalará en la base de los X-Men, ocultándose del equipo con ayuda de Gateway.
Los X-Men descubren el desierto de Australia una planta procesadora de Centinelas dirigida por un robot gigante llamado Molde Maestro. Los X-Men enfrentan al robot y en la batalla Rogue cae accidentalmente en el Sitio Peligroso, el portal secreto que Roma le obsequió al equipo. A esta situación se suma el abandono de Longshot, quien deja al equipo para seguir en su rebelión contra Mojo.
Polaris, quien aún se encontraba bajo el control de la villana Malice, es secuestrada por su hermana adoptiva, la hechicera conocida como Zaladane y llevada a la Tierra Salvaje, en donde le roba sus poderes y la libera del control de Malice. Polaris es rescatada por los X-Men y llevada a la Isla Muir para su recuperación.
La amenaza de morir a manos de los Reavers, la desaparición de Rogue y el abandono de Longshot, motivan a los X-Men a cruzar juntos el Sitio Peligroso en busca de nuevas vidas. El único integrante que se niega a cruzar el portal místico es Wolverine. Tras cruzar el portal, el equipo queda diseminado por todo el mundo, en su mayoría amnésicos y con algunos cambios físicos o de personalidad: Coloso aparece amnésico en las calles de Nueva York; Dazzler también amnésica en casa de la cantante mutante Lila Cheney en California; Rogue, perdida en la Tierra Salvaje; Tormenta revertida a un estado infantil en las calles de Atlanta; Havok en Genosha como un agente del gobierno, y Psylocke sumida en un coma muy profundo en las costas de Japón. Por su parte, Wolverine sufre un brutal ataque en Australia a manos de los Reavers, ataque del que logra salvarse con ayuda de la joven Júbilo. Wolverine decide buscar al resto del equipo por todo el mundo, resignándose a llevar a cuestas la compañía de Júbilo.
Con la ausencia de los X-Men, los mutantes Forja y Banshee forman un equipo provisional de X-Men en el Centro de Investigaciones de la Dra. MacTaggert en la Isla Muir. Este equipo vive una experiencia traumática cuando son víctimas de un ataque doble de parte de los Reavers y Fuerza Libertad, quienes están en busca de los X-Men. En el marco de esta batalla aparece Legión, el hijo perdido del Profesor X, un joven que debido a la naturaleza misteriosa e inestable de sus poderes mutantes y una severa esquizofrenia, se encuentra bajo la protección de la Dra. MacTaggert. Legion es poseído por el Rey Sombra, un poderoso villano telépata. Los X-Men provisionales unen fuerzas con la Fuerza Libertad y los Reavers para combatir esta nueva amenaza. Como consecuencia de esta batalla, Legión mata a Destiny, la mutante vidente de Fuerza Libertad.
Por otra parte, los Nuevos Mutantes se encontraban a la deriva tras el abandono de Magneto. Ellos encontrarán a un nuevo mentor en la figura de Cable, un misterioso mutante llegado de un futuro apocalíptico distante para prevenir a los X-Men de una terrible amenaza que les acecha. Cable no encuentra a los X-Men, pero acepta aliarse con los Nuevos Mutantes, quienes al ser unos adolescentes resultan ser más maleables para que Cable pueda entrenarlos como guerreros para las futuras amenazas. Bajo la batuta de Cable, los Nuevos Mutantes alcanzan un nivel de disciplina que hasta el momento desconocían.
Tormenta es manipulada por el Rey Sombra en las calles de Atlanta. Ella será rescatada por un misterioso mutante llamado Gambito. Gambito es un mutante de origen cajún, integrante del Gremio de Ladrones de Nueva Orleans, y que funge como ladrón profesional. Tormenta recupera la memoria y es acompañada por Gambito a la Mansión X. Por su parte, Wolverine y Júbilo encuentran a Psylocke en Madripoor. Pero Psylocke ha cambiado radicalmente. Ahora tiene el aspecto de una mujer asiática y sus poderes mutantes han variado considerablemente. En un primer momento todos creen que los cambios de Psylocke son consecuencia de los efectos del Sitio Peligroso. Dazzler por su parte, termina reencontrándose con Longshot y acepta partir con él para ayudarle en su guerra contra Mojo.

### Años 1990

#### Agenda de X-Tinción
(Louise Simonson; Chris Claremont; Jim Lee; Rob Liefeld; John Bogdanove (1990). «X-Tinction Agenda» (en inglés). The Uncanny X-Men 270 a 272, X-Factor 60 a 62, The New Mutants 95 a 97. ISBN 0871359227.)
Los X-Men, X-Factor y los Nuevos Mutantes terminan reuniéndose en circunstancias adversas. Los grupos son secuestrados por el villano Cameron Hodge y llevados como rehenes a Genosha. El gobierno de la isla aún culpa a los X-Men del estallido de la guerra civil entre humanos y mutantes. En esta batalla Tormenta y los nuevos mutantes Warlock y Wolfsbane son víctimas de terribles experimentos científicos. Tormenta es afortunada, pues los científicos de Genosha la devuelven a la edad adulta. Sin embargo, Warlock pierde la vida. Los X-Men también se reencuentran con Havok, quién esta totalmente manipulado y funge como agente del gobierno de Genosha. Los equipos X logran escapar de Genosha, más la guerra civil en el país continúa.
Los X-Men vuelven a la Mansión X, que ha sido totalmente reconstruida. Gambito y Júbilo son aceptados como miembros formales del equipo. Además, el Profesor X informa al equipo de su inminente regreso tras una larga ausencia en el espacio. Mientras los X-Men acuden a dar la bienvenida a su mentor en una base espacial, Cable aprovecha para llevarse consigo a los Nuevos Mutantes. Él sabe que sus ideas chocaran con las del Profesor X y prefiere mantenerse alejado de su influencia. Los Nuevos Mutantes cambian su nombre por el de Fuerza-X, una suerte de equipo de choque paramilitar. El equipo original de Fuerza-X lo conformaron, además de Cable, Copycat (suplantando a Dominó, socia y colega de Cable), Bala de Cañón, Boom-Boom, Warpath (Sendero de Guerra), Shatterstar (Estrella Rota) y Feral (Feroz).
Por otro lado, Rogue aún se encuentra en la Tierra Salvaje, donde se encuentra con Magneto. Ambos forman un vínculo afectivo que se rompe cuando Rogue ve a Magneto asesinar cruelmente a la hechicera Zaladane.
Mientras tanto, el pequeño Nathan, hijo de Cíclope, es secuestrado por Apocalipsis y su nuevo equipo, los Jinetes Oscuros. El villano está consciente del potencial del niño y decide eliminarlo para evitar que interrumpa con sus planes de dominación global. Apocalipsis infecta al niño con un misterioso tecno-virus (que transforma tejido vivo en materia inorgánica, matando lentamente al individuo). X-Factor enfrenta y derrota a Apocalipsis en la Luna, pero el pequeño Nathan no tiene esperanza de salvación. La esperanza llega en la figura del Clan Askani, un grupo de soldados y científicos que llegan provenientes de 2000 años en el futuro. Ellos le revelan a Cíclope que pueden salvar la vida de su hijo llevándoselo a su línea temporal. Cíclope acepta el sacrificio. Se resigna a no volver a ver a su hijo a cambio de salvarle la vida.

#### La saga de la Isla Muir
(Fabian Nicieza; Chris Claremont; Peter David; Paul Smith; Andy Kubert; Whilce Portacio (1991). «Muir Island Saga» (en inglés). The Uncanny X-Men 278 a 280, X-Factor 69 a 70. ISBN 0-7851-6684-X, 0-7851-6353-0.)

El Profesor X finalmente regresa a la Tierra. Pero a su llegada será recibido con hostilidad. El malvado Rey Sombra se apodera de la voluntad de los x-men Coloso, Rogue, Polaris y otros mutantes en la Isla Muir, incluyendo de nuevo a Legión, el hijo de Xavier. Los X-Men y X-Factor combaten al Rey Sombra. Finalmente el Profesor vence a su enemigo con dos graves consecuencias: pierde de nuevo el movimiento de sus piernas, que había recuperado en el espacio y sufre al ver a su hijo, de nuevo, sumido en profundo estado catatónico. Tras el combate, los X-Men originales renuncian a X-Factor y deciden volver con los X-Men.
Esto motiva a que X-Factor cambie de alineación. La Dra. Valerie Cooper, representante del gobierno, le ofrece a Havok el liderazgo de este nuevo equipo. A Havok terminan sumándose Polaris, Wolfsbane, Mercurio, Strong Guy (Fortachón) y el Hombre Múltiple.
Los X-Men se dividen en dos unidades: el Equipo Azul, dirigido por Cíclope e integrado por Wolverine, Rogue, Bestia, Gambito y Psylocke, y el Equipo Dorado, dirigido por Tormenta e integrado por Jean Grey, Iceman, Coloso y Arcángel. Xavier, Júbilo, Banshee y Forja quedan como miembros de reserva. Esta nueva alineación irónicamente hará su debut en un combate contra Magneto, su acérrimo enemigo. Magneto es motivado a volver a las actividades criminales por los Acólitos, un equipo de fanáticos seguidores de sus teorías. Magneto y los X-Men combaten en el Asteroide M, la base espacial de Magneto. Sin embargo, Magneto es traicionado por el acólito Fabian Cortez. Cortez destruye el Asteroide M. Los X-Men logran escapar, pero aparentemente Magneto muere en el acto.
Los X-Men enfrentan también la amenaza de un nuevo equipo de villanos: los Upstarts, un equipo de mutantes jóvenes que aspiran a la dominación mundial y se divierten asesinando a mutantes poderosos e importantes como un juego. Fabian Cortez revela ser parte de sus filas. Los Upstarts también auspician la resurrección del super soldado soviético conocido como Omega Rojo y se encargan de eliminar a casi todos los miembros del Club del Fuego Infernal. Uno de sus integrantes, Trevor Fitzroy es un criminal proveniente del futuro. Fitzoy asesina a los Hellions, los estudiantes de Emma Frost e incapacita también a esta última. Aparece un misterios mutante llamado Bishop. Bishop llega al presente proveniente del mismo futuro que Fitzroy (aproximadamente 100 años en el futuro). De hecho, el mutante llega con la orden de capturar a Fitzoy. Bishop se encuentra con los X-Men, cuyos ideales le sirvieron de inspiración para su formación como guerrero. Bishop terminará por unirse al equipo dorado de los X-Men. Él también previene al equipo de su inminente muerte a manos de un traidor. Bishop sospecha que Gambito es el traidor que eliminará a los X-Men.
Poco después, Mariko Yashida, la novia de Wolverine, muere en Japón envenenada por el villano Matsu'o Tsurayaba, uno de los Upstarts, quién la consideraba un estorbo para los planes del equipo como líder del Clan Yashida.

#### La Canción del Verdugo
(Fabian Nicieza; Scott Lobdell; Peter David; Brandon Peterson; Jae Lee; Andy Kubert; Greg Capullo (1992-1993). «X-Cutioner's Song» (en inglés). The Uncanny X-Men 294 a 297, X-Factor 84 a 86, X-Men 14 a 16, X-Force 16 a 18. ISBN 0-7851-0025-3.)

El Profesor-X es víctima de un intento de asesinato a manos de Cable. Esto desata una encarnizada persecución y un combate entre los X-Men y X-Factor contra los chicos de Fuerza-X, quienes alegan ser ajenos a las actividades de Cable. Al mismo tiempo, Cíclope y Jean Grey son secuestrados por los Jinetes de Apocalipsis. Sin embargo, el verdadero atacante de Xavier es Stryfe (Dyscordia), un clon de Cable. Stryfe también es el verdadero responsable del secuestro de Cíclope y Jean Grey. Xavier es infectado por un tecno-virus, del cual logra salvarse gracias a la intervención de Apocalipsis, quien forja alianza con los Equipos-X con la intención de vencer a un enemigo común. La batalla contra Stryfe lleva a los Equipos-X a la Luna, donde se desata la teoría de que Cable o Stryfe son en realidad Nathan, el hijo de Cíclope enviado al futuro, aunque en ese momento se abre la interrogante de quién de los dos es el verdadero.
Al final, Stryfe es vencido por el mismo Cable, pero la victoria es relativa, pues antes de caer, el villano libera al Virus Legado, un germen de origen alienígena que pronto se convierte en pandemia y comienza a matar mutantes.
Al volver la situación a la normalidad ocurren algunos eventos clave. Los padres de Coloso son asesinados en Rusia, y su hermanita Illyana es llevada a la Mansión X. Los X-Men descubren la existencia del Virus-Legado. Su primera víctima es precisamente la pequeña Illyana, quién muere inevitablemente a causa del virus ante la impotencia de todos.
Los X-Men reciben la visita de una mujer llamada Revanche. Esta mujer afirma ser la verdadera Psylocke. Para creerle bastaba verla, pues lucía idéntica a la Psylocke que los X-Men conocieron en el pasado. Esta mujer afirmó que la Psylocke asiática era una impostora. Mientras se descubría sobre quién de las dos es la legítima Psylocke, Revanche es aceptada como miembro del equipo. En el equipo se consolida también un polémico romance entre Gambito y Rogue. Por otra parte, diversos eventos ocurridos alrededor de la Tierra, dan a entender que Magneto está vivo y que su regreso es inminente.

#### Atracciones fatales
(Fabian Nicieza; Scott Lobdell; Andy Kubert; Adam Kubert; Joe Quesada; John Romita, Jr.; Greg Capullo; Ken Lashley (1993). «Fatal Attractions» (en inglés). X-Factor 92, X-Force 25, The Uncanny X-Men 304, X-Men 25, Wolverine 75, Excalibur 71. ISBN 0-7851-0065-2.)

Los Acólitos, fanáticos seguidores de Magneto, realizan una masacre en un orfanato. X-Factor combate a los Acólitos y allí se enteran de la existencia del proyecto gubernamental «WideAwake» («Bien Despiertos»), el cual autoriza un registro gubernamental de mutantes, y que ha sido autorizado por la Dra. Valerie Cooper, representante de X-Factor ante el gobierno. Lo que se descubre después es que la Dra. Cooper en realidad es manipulada por Magneto, quién comienza a tejer una serie de intrigas para atraer a los mutantes a su lado. En algún momento Magneto se apodera de Graymalkin, la base espacial de Cable convirtiéndola en Avalon, una ciudadela flotante que él proyecta como un refugio para los mutantes. Magneto y su emisario, el poderoso mutante Exodus (Éxodo), se presentan ante Fuerza-X ofreciéndoles viajar a Avalon. Cable se enfrenta a Magneto en reclamo por el robo de su base, y Magneto lo ataca dejándolo al borde de la muerte. En el funeral de Illyana Rasputin, Magneto se presenta ante los Grupos-X ofreciéndoles refugio en Avalon amparándose del peligro que corren los mutantes en la Tierra a causa del Virus Legado y del proyecto «WideAwake». Coloso se une a Magneto resentido por la muerte de su hermana y decepcionado de los ideales de Xavier. En un arranque de furia Magneto desata una pulsación electromagnética a toda la Tierra, dañando severamente los sistemas de comunicación a nivel mundial. El Profesor X lanza un ataque contra Avalon. Durante la batalla Magneto ataca a Wolverine, despojándolo de todo el metal adamantium que recubre sus huesos. El Profesor X al darse cuenta de estos actos decide que la única forma de detener a Magneto es apagando su mente. Al volver a la Tierra, Wolverine logra salvarse de la muerte y descubre que aún mantiene sus garras, pero estas ahora solo son de hueso. El equipo Excalibur intenta convencer a Coloso de regresar con los X-Men, pero este termina uniéndose a los Acólitos. A consecuencia de los cambios físicos y psicológicos que sufre al perder el adamantium, Wolverine abandona temporalmente a los X-Men.
El acólito traidor Fabian Cortez decide provocar a Magneto (ignorando que este yace como un vegetal en Avalon) y secuestra a la pequeña Luna Maximoff. Luna es la hija de Mercurio y la vengadora Crystal, o sea, la nieta de Magneto (Magneto es padre de Mercurio). Cortez provoca un motín entre la ya de por sí enardecida población mutante de Genosha. Cortez es derrotado por Exodus, quién toma su lugar como alborotador, para acabar el también derrotado por la unión de los X-Men y los Vengadores.
El villano Dientes de Sable solicita asilo en la Mansión X en un supuesto intento de redimirse. Por otro lado, Cíclope y Jean Grey finalmente se casan en una espectacular recepción en la Mansión X. En su luna de miel ambos son abducidos y llevados al futuro por Rachel, quién revela ser parte de los Askani, el grupo de guerreros que llevaron a Nathan al futuro a salvarle la vida. En este futuro, Apocalipsis gobierna el mundo. Se revela entonces que Cable es Nathan, y que Stryfe era solo un clon que fue robado a los Askani por Apocalipsis. Cíclope y Jean ayudan a Cable a destruir a Apocalipsis y regresan al presente, físicamente sin cambios, pero mentalmente veinte años más viejos.
En la Mansión X finalmente se aclara el misterio entre Psylocke y Revanche. Este misterio se resuelve al morir Revanche a causa del Virus Legado. Se revela entonces que ambas mujeres intercambiaron cuerpos, luego de que Psylocke cruzó el Sitio Peligroso, por la intervención de Espiral, la asistente de Mojo. Psylocke nunca fue una impostora en el equipo. Psylocke y Arcángel inician una relación romántica.
Mientras tanto, Emma Frost despierta de un largo letargo causado por el ataque de Fitzroy solo para descubrir que sus alumnos, los Hellions, fueron asesinados. El impacto provoca que Emma decida redimirse y seguir el camino del bien. Ella cede el control legal de su Academia de Massachusetts al Profesor Xavier. El Profesor comienza a localizar a una nueva generación de alumnos que ocupen las aulas de su escuela.

#### El Pacto Phalanx
(Larry Hama; Scott Lobdell; Todd DeZago; Fabian Nicieza; Steve Skroce; Steve Epting; Joe Madureira; Adam Kubert et ál. (1994). «Phalanx Covenant» (en inglés). The Uncanny X-Men 316 a 317, X-Men 36 a 37, X-Factor 106, X-Force 38, Excalibur 82, Wolverine 85, Cable 16.)

La Tierra es invadida por los Phalanx (Falange), una raza de parásitos y conquistadores extraterrestres. Los Phalanx secuestran a casi todos los X-Men. Una comitiva emergente de X-Men integrada por Banshee, Júbilo, Dientes de Sable y Emma Frost rescatan a la siguiente generación de jóvenes alumnos de Xavier, prisioneros de los Phalanx para experimentar con ellos. Por su parte, la Fuerza-X. X-Factor y Excalibur unen fuerzas para detener la creación de una especie de antena satelital que servirá para conectar a la Tierra con el planeta de los Phalanx. Allí se encuentran con Warlock, el exintegrante extraterrestre de los Nuevos Mutantes y que presuntamente había muerto en Genosha. Warlock es en realidad miembro de la raza Phalanx, pero se reveló a su especie y auxilia a los mutantes de la Tierra. Al final, los X-Men son rescatados de los Phalanx por Wolverine, Cable, Cíclope y Jean Grey y los Phalanx son expulsados de la Tierra.
Tras la derrota de los Phalanx, el Profesor X decide reinaugurar su escuela para mutantes, que ahora tendrá sede en la que fuera la Academia de Massachusetts de Emma Frost. Este grupo estará a cargo de la misma Frost y el x-man Banshee. Sus nuevos alumnos son los jóvenes liberados de los Phalanx (Husk/Vaina, Synch/Sincro, Skin/Pellejo y M), así como dos nuevos integrantes: Chamber/Cámara y Penance/Penitencia. Júbilo abandona a los X-Men para integrarse a este nuevo equipo de alumnos. Ellos terminarán conformando un nuevo equipo de superhéroes juvenil: Generación-X.
Wolverine acepta volver con los X-Men únicamente con el fin de vigilar a Dientes de Sable, su archienemigo, pues no confía en su supuesta rehabilitación.
Legión, el hijo de Xavier, finalmente despierta de su estado catatónico y más poderoso y trastornado que nunca. Un enloquecido Legión cree que el responsable del odio de los humanos hacia los mutantes y de que el sueño de su padre no prospere, es Magneto. Legión viaja al pasado utilizando sus vastos poderes en un intento de detener a Magneto antes de que eche a perder el sueño de Xavier. Pero el Xavier del pasado interviene para salvar a Magneto, siendo él quién muere en lugar de Magneto. Este extraño acontecimiento crea una paradoja temporal: si Xavier muere Legión no nacerá y si Legión no nace no podrá viajar al pasado para matar a Xavier.

#### La Era de Apocalipsis
(Mark Waid; Scott Lobdell; Warren Ellis; Fabian Nicieza; Jeph Loeb; Steve Epting; Joe Madureira; Adam Kubert et ál. (1995). «Age of Apocalypse» (en inglés). X-Men Alpha, Astonishing X-Men # 1-4, Amazing X-Men # 1-4, Factor-X # 1-4, X-Calibre # 1-4, Weapon-X # 1-4, Gambit & the X-Ternals # 1-4, X-Man # 1-4, Generation NeXt # 1-4, X-Universe # 1-4, X-Men Omega, X-Men Prime, 1995-1996. ISBN 0785159827.)

Las consecuencias de la muerte de Xavier en el pasado a manos de Legión se hacen evidentes y el presente es alterado. Con la muerte de Xavier, los X-Men no existen bajo sus preceptos originales. No existen X-Men que traten de distender las relaciones humano-mutantes y no hubo X-Men que detuvieran a Apocalipsis, que se ha convertido en el gobernante de una parte del mundo. En este extraño presente alterno, la raza humana ha sido masacrada a manos de los ejércitos de Apocalipsis. La única parte del mundo libre del control de Apocalipsis es Europa, y para evitar que caiga en sus manos, los humanos planean un ataque nuclear sobre América, el principal territorio dominado por el villano. Los X-Men aparecen como una fuerza rebelde contra Apocalipsis bajo la dirección de Magneto. Una esperanza brota sobre este mundo catastrófico: se trata de Bishop, el único x-man inmune a la paradoja temporal al ser originario de otro futuro alterno. Al contactar a Bishop, Magneto se da cuenta de todo lo que provocó la muerte de Xavier y que el mundo en que viven no debe de existir. Así, elabora un plan para salvar a Xavier en el pasado. De forma paralela, Apocalipsis también tiene otro discreto opositor. Se trata de Mr. Siniestro, que aunque finge lealtad al tirano, en realidad busca derrocarlo. Siniestro crea al mutante llamado Nate Grey, el «mutante mesías o perfecto» utilizando los genes de Cíclope y Jean Grey. él será su arma definitiva contra Apocalipsis (Nate es la versión de Cable en este mundo alterno). Pero Nate se rebela contra Siniestro y sigue su propio camino.
Siguiendo el plan de Bishop, Magneto logra reunir a tres elementos clave para salvar al mundo: el Cristal M´Kraan, Destiny y la pequeña Illyana Rasputin. Por supuesto sus planes no pasan inadvertidos por Apocalipsis, quién envía a sus peones para eliminar a los X-Men. Al final, Bishop logra volver al pasado a través de un portal de Illyana y logra evitar que Legion mate a Xavier, deshaciendo la paradoja temporal. Todo esto ocurre en medio de una feroz batalla entre los X-Men y las fuerzas de Apocalipsis y de un ataque nuclear de los humanos sobre América.
La llamada «Era de Apocalipsis» desparece, pero antes de que todo vuelva ala normalidad, cuatro personajes alcanzan a saltar en el portal de Illyana hacia el pasado. Ellos son Nate Grey, Holocausto (el hijo de Apocalipsis), Sugar-Man (Hombre de Azúcar) y la Bestia Oscura (una versión perversa del x-man Bestia).
El mundo regresa a la normalidad aparentemente sin cambios radicales. Nate Grey logra preservarse a pesar de haber llegado veinte años atrás, conservado en un bloque de hielo. Sugar-Man se refugió en Genosha y Bestia Oscura con los Morlocks. Holocausto también aparece flotando en un bloque de hielo en el espacio. Los Acólitos de Magneto encuentran a Holocausto flotando muy cerca de Avalon y lo llevan al interior de la ciudadela flotante. Al despertar, Holocausto reconoce al comatoso Magneto como su enemigo principal y trata de matarlo. Exodus, el protector de Magneto, enfrenta a Holocausto en una feroz batalla que destruye Avalon. Los X-Men acuden a una llamada de auxilio de Coloso, pero muchos Acólitos mueren. Al final Coloso logra salvar a Magneto huyendo en una pequeña nave antes que Avalon colapse. Cuando Coloso despierta, días después, en la Tierra Salvaje, descubre que Magneto ha desaparecido. Coloso es rescatado de la Tierra Salvaje por Excalibur.
Por otro lado, en la Mansión X, Dientes de Sable decide traicionar a los X-Men y ataca ferozmente a Psylocke, quién logra salvarse milagrosamente. Como consecuencia de sus heridas, Psylocke y Arcángel se retiran parcialmente del equipo, manteniéndose en calidad de reservistas. Los X-Men reciben entre sus filas a Bala de Cañón de Fuerza-X, el primero de los Nuevos Mutantes que logra graduarse oficialmente como un X-Men. Por otro lado, Bishop comienza a tener recuerdos de la «Era de Apocalipsis». Solo el Profesor-X y Mr. Siniestro tienen conocimiento de esta paradoja temporal y aceptan hacer una tregua para ocultar la información al resto del mundo. Bestia es atacado por su alter ego perverso, la Bestia Oscura, quién lo suplanta dentro de los X-Men y lo mantiene prisionero. Por otro lado, Rogue encuentra a Magneto vivo, pero completamente amnésico vagando por Sudamérica. El hombre ha sido bautizado por unas monjas con el nombre de Joseph. Rogue decide llevarlo a la Mansión X convencida de que es Magneto.
Nate Grey logra salir del bloque de hielo donde estuvo congelado por veinte años. Su aparición llama la atención del Profesor-X. Ambos se encuentran y tienen un enfrentamiento. Nate se da cuenta de que hay algo terriblemente maligno en el interior de Xavier.

#### Onslaught
(Joe Kubert; Scott Lobdell; Joe Madureira; Andy Kubert (1996). «Onslaught» (en inglés). (solo de los X-Men) X-Men 53 a 57, The Uncanny X-Men 333-336.)

Cuando Xavier borró la mente de Magneto, hubo un momento en el que bajó todas sus defensas psíquicas, lo cual fue suficiente para que la maldad del corazón de Magneto se instalara en la mente de Xavier, creando una segunda personalidad de Xavier que finalmente dominó su cuerpo y sus poderes. Después de un encuentro con Nate Grey, el Profesor Xavier empieza a perder el control y finalmente surge la criatura denominada Onslaught, la cual mezcla de las frustraciones de Xavier con el rencor de Magneto. Además de ser el telépata más poderoso del mundo, Onslaught también posee los poderes de Magneto a un nivel aumentado. Onslaught desea alcanzar un nivel de perfección y pone sus ojos en dos personajes: uno es Nate Grey y otro el pequeño Franklin Richards (hijo de Mr. Fantástico y la Mujer Invisible de los Cuatro Fantásticos). Con los poderes de ambos personajes, Onslaught planea recrear el mundo de la Era de Apocalipsis. Nate Grey previene a los Vengadores de los planes de Onslaught, por lo que el equipo de superhéroes decide apoyar en la lucha contra el villano. Onslaught también despoja al supervillano Juggernaut del poder que le otorgaba la gema mística de Cyttorak, volviendo su armadura virtualmente indestructible. Onslaught finalmente se revela ante los X-Men, y con ayuda de Bestia Oscura, logra derrotar al equipo con facilidad. Onslaught decide eliminar a los X-Men con un disparo de energía, pero Bishop se interpone y absorbe el disparo, salvando la vida de los X-Men. Con esto, Bishop descubre que el traidor que eliminaría a los X-Men en su línea temporal no era Gambito como él creía, sino el mismo Xavier dominado por Onslaught. Nate Grey es puesto bajo custodia de Fuerza-X para evitar que Onslaught lo atrape, pero la criatura logra eludir al equipo y al mismo Siniestro, apoderándose del joven. Onslaught también arrebata a Franklin de la base de los Cuatro Fantásticos y con una horda de centinelas, realiza un ataque brutal contra la Ciudad de Nueva York que ni los X-Men, los Vengadores y los Cuatro Fantásticos juntos logran detener. En el afán de detener a Onslaught se consolidan extrañas alianzas, como Apocalipsis y Cable o el Dr. Doom con el resto de los superhéroes. En la batalla final finalmente Onslaught es vencido gracias a una combinación del poder desatado de Hulk, que destroza su armadura, y el genio estratégico del Dr. Doom. Desgraciadamente para poder detenerlo es necesario el supuesto sacrificio de los Vengadores y los Cuatro Fantásticos, quienes aparentemente mueren dejando a los X-Men como asesinos a los ojos del mundo y más odiados y temidos que nunca. Todo vuelve a la normalidad, pero Xavier tiene que rendir cuentas ante la justicia por los crímenes de Onslaught y es puesto en prisión.
Los Vengadores y los Cuatro Fantásticos en realidad no mueren, sino que son transportados por Franklin Richards a una dimensión paralela ubicada en su mente. Ambos equipos regresan al final a la acción. Joseph finalmente es aceptado como miembro de los X-Men, quienes están convencidos de que con una buena guía, pueden evitar que vuelva a corromperse y revivir su vida como Magneto. Bestia también es rescatado de su cautiverio.
El villano Graydon Creed, el líder y fundador del grupo anti-mutante Amigos de la Humanidad se lanza como candidato a la presidencia de los Estados Unidos con una firme plataforma anti-mutante. Los X-Men infiltran a Iceman y Bala de Cañón en su campaña. Pero Creed descubre a Iceman y arremete contra su padre como una advertencia. El padre de Iceman sobrevive, pero él decide dejar a los X-Men para dedicarse a cuidarlo en su convalecencia. Creed finalmente será asesinado en un mitin, lo que desata de nuevo una paranoia en contra de los mutantes.
Más tarde, los X-Men nuevamente reciben una señal de socorro del Imperio Shi'Ar. Ahora el Imperio ha sido invadido por los Phalanx. Rogue, Gambito, Bestia, Joseph y Bishop viajan al espacio a rescatar a los Shi'Ar uniendo fuerzas con la princesa renegada Ave de Muerte. Al final logran vencer a los Phalanx, pero sufren un tormentoso regreso a la Tierra. Bishop queda perdido en el espacio junto con Ave de Muerte.

#### Operación: Cero Tolerancia
(Joe Madureira; Adam Kubert (1997). «Operation: Zero Tolerance» (en inglés). Generation X # 26-31, X-Force # 67-70, X-Men # 65-70, Uncanny X-Men # 346, Wolverine # 115-118, Cable # 45-47, X-Man # 30, 1997. ISBN 978-0-7851-0738-5.)

Ante la crisis generada contra los mutantes por los eventos de Onslaught y el asesinato de Creed, el gobierno de Estados Unidos le autoriza al villano Bastión, comenzar una cacería de mutantes, la llamada «Operación: Cero Tolerancia». La Mansión X es tomada por Bastión y los X-Men que se encuentran en la Tierra (Cíclope, Wolverine, Tormenta, Jean Grey y Bala de Cañón) forman una resistencia en contra de Bastión. Iceman se encarga de rescatar a varios mutantes atacados por los Prime Centinelas, una nueva generación de centinelas creados por Bastion. Cable también juega un papel crucial al liberar la Mansión X del control de Bastion. Al final, se descubre que Bastion es en realidad un centinela. El gobierno cancela su operativo y el villano es puesto en prisión. Dos mutantes rescatadas por Iceman son llevadas a la Mansión X: Marrow (Médula), una exmiembro de los Morlocks, y la médico cirujana puertorriqueña Cecilia Reyes.
Mientras tanto, los X-Men que se encontraban en el espacio sufren un aparatoso aterrizaje en la Antártida. Allí son capturados por el verdadero Magneto, evidenciando que Joseph es en realidad un impostor. Magneto confronta a los X-Men y para lastimarlos, pone en evidencia el turbio pasado de Gambito, como un agente secreto de Siniestro y su papel en la terrible masacre de los Morlocks. Como consecuencia de esto, Rogue rompe su relación con él y los X-Men lo condenan al ostracismo, abandonándole en la Antártida. Los X-Men vuelven a casa llevando consigo a Maggot (Oruga), un joven mutante sudafricano a quién encuentran en la Antártida. Maggot, Marrow y Cecilia Reyes se unen a los X-Men. Cíclope y Jean Grey deciden tomarse unas vacaciones del equipo para por fin poder disfrutar de su reciente matrimonio. Bestia también decide apartarse del grupo para enfocarse en encontrar una cura para el Virus Legado.
El gobierno estadounidense termina por cancelar al equipo X-Factor. Esto como consecuencia de una fatídica misión en la que Havok supuestamente muere al combatir al villano Monolito Viviente. Havok en realidad no muere, pero queda varado en una dimensión paralela, en la que permanece por un largo periodo. El mismo destino sufre el equipo británico Excalibur, que termina por desbandarse. Tres de sus integrantes, Coloso, Nightcrawler y Kitty Pryde, deciden regresar con los X-Men luego de un largo periodo de ausencia del equipo.
Los X-Men siguen sufriendo cambios constantes. Maggot y Cecilia Reyes no terminan por adaptarse al equipo y lo abandonan. Bala de Cañón también toma un descanso para cuidar de su madre enferma en su pueblo natal, pero luego termina reuniéndose con sus compañeros de la Fuerza-X. Gambito recibirá el perdón de los X-Men y termina por regresar al equipo. El Profesor X finalmente se reencontrará con su equipo y vuelve a la Mansión X.
Magneto decide dar un nuevo golpe a la humanidad. La crisis en Genosha es cada vez peor, por lo que Magneto exige a las Naciones Unidas le otorguen la soberanía de Genosha, garantizando que él terminará con el conflicto que enfrenta a mutantes y humanos desde tiempo atrás. Para ejercer presión, Magneto amenaza con invertir los polos magnéticos de la Tierra. Los X-Men enfrentan a Magneto y sus Acólitos con ayuda de Joseph, quién descubre que es un clon de Magneto creado por la villana Astra. Joseph sacrifica su vida para frustrar el plan de Magneto de dañar al planeta, pero su sacrificio es inútil. Las Naciones Unidas aceptan cederle a Magneto la soberanía de Genosha. Ahora Magneto es un villano con inmunidad diplomática.
Durante el funeral de Joseph, los X-Men terminarán siendo atacados por los Skrull, otra terrible raza perteneciente a un imperio intergaláctico. Sin que los X-Men se percaten de ello. Wolverine es secuestrado por los Skrull y suplantado por uno de ellos dentro del equipo.

### Años 2000s

#### Apocalipsis: Los doce
(Chris Claremont; Alan Davis; Terry Kavanagh; Erik Larsen; Fabian Nicieza; Joe Pruett; Bernard Chang; Rob Liefeld et ál. (2000). «Apocalypse: The Twelve» (en inglés). Astonishing X-Men vol. 2 # 1-3 / Uncanny X-Men # 376-377 / Cable # 75-76 / X-Man # 59-60 / X-Men # 96-97 / Wolverine # 146-147. ISBN 078512263X, 0785122648.)

De manera abrupta, el Profesor-X decide desintegrar a los X-Men. El motivo es que Xavier tiene un extraño presentimiento. Los X-Men reciben una señal de socorro de parte de los Mannites, una raza de mutantes artificiales creados por Bastión. Con la ausencia de los X-Men, se conforma un equipo de emergencia integrado por Cíclope, Jean Grey, Arcángel, Cable, Nate Grey y el impostor skrull que tomó el lugar de Wolverine. Ellos enfrentan a un misterioso personaje que además de atacar a los Mannites, también mata a Bastión. El sujeto de hace llamar «Muerte» y termina asesinando al supuesto Wolverine. Efectivamente, además de «Muerte», aparecen otros seres que llevan los nombres de los Jinetes de Apocalipsis. El morlock Caliban se hace llamar ahora «Pestilencia». Ave de Muerte aparece en la Tierra acompañada de Bishop. Luego de atacar a Bishop, Ave de Muerte se presenta como «Guerra». Esto pone en evidencia un inminente regreso de Apocalipsis. Por otra parte, las x-men Rogue y Kitty Pryde tienen un encuentro con Mystque. En casa de esta, Kitty Pryde realiza un hallazgo: un tomo de los diarios de Destiny, la fallecida mutante vidente y compañera de Mystique. Los diarios tienen importantes revelaciones sobre el futuro de los X-Men y los mutantes en general.
El Profesor-X realiza la autopsia de Wolverine descubriendo al impostor skrull. Los Skrull se han aliado con Apocalispsis y entregaron a Wolverine al villano luego de secuestrarlo. Apocalipsis había elegido a Wolverine y a Dientes de Sable como candidatos a ocupar el lugar del Jinete de la Muerte. Wolverine vence a Dientes de Sable (que ahora poseía adamantium cubriendo su esqueleto). Apocalipsis despoja a Dientes de Sable del adamantium y vuelve a forrar con el metal el esqueleto de Wolverine, haciéndose de su voluntad y convirtiéndole en la Muerte.
Apocalipsis ha decidido eliminar a los doce mutantes más poderosos y peligrosos para su ascenso (Magneto, Polaris, Tormenta, Fuego Solar, Iceman, Cíclope, Jean Grey, Cable, Bishop, Mijaíl Rasputin, el Profesor X y el Monolito Viviente). Los X-Men y Magneto unen fuerzas para combatir esta amenaza. Wolverine logra salvarse del control de Apocalipsis. En una brutal batalla en Egipto, los X-Men combaten a Apocalipsis, sus otros tres Jinetes y sus aliados Skrull. Apocalipsis secuestra a Nate Grey e intenta apoderarse de su cuerpo para así poder convertirse en le mutante perfecto. Pero Cíclope interviene en el proceso y al final es él quién queda fusionado con el villano. Al ser vencido, el Cíclope-Apocalipsis escapa.
Tras la derrota de Apocalipsis, transcurren seis meses fuera de cuadro, y el equipo reaparece con una nueva alineación: Tormenta, Wolverine, Coloso, Jean Grey, Psylocke, Arcángel, Kitty Pryde, Cable, Bestia, Nightcrawler, Rogue y Gambito. Al equipo se suman además dos nuevos integrantes: Ave de Trueno II, un mutante de origen indio y la mutante Tessa, quién fungiera como asistente personal de Sebastian Shaw, exintegrante del Club de Fuego Infernal. Tessa en realidad era una agente encubierta del Profesor-X. Tras unirse a los X-Men, Tessa toma el nombre de Sage (Sabia).
Cable y Jean Grey continúan buscando a Cíclope. Cuando finalmente lo encuentran, Cable tiene éxito en separarlo de Apocalipsis. Cable termina por destruir la esencia de Apocalipsis al parecer de manera definitiva.
Mystique y la Hermandad de Mutantes atacan de nuevo al senador Robert Kelly, quién de nuevo contiende a la presidencia de los Estados Unidos. En esta ocasión, los villanos triunfan de manera relativa, pues Kelly si muere asesinado, pero no por la Hermandad, sino por un fanático humano. Donde la Hermandad si triunfa es en un ataque al Centro de Investigaciones de la Dra. MacTaggert en la Isla Muir. MacTaggert finalmente encontró la fórmula de la cura para el Virus Legado. La Hermandad ataca a la Dra. para hacerse del control de la fórmula y terminan matándola. Por suerte, antes de morir, MacTaggert envía la fórmula vía psíquica a Bestia. Mystique es puesta en prisión, y desde allí le entrega a Rogue otros tomos de los diarios de Destiny, afirmando que hay muchos más que han desaparecido misteriosamente. El Profesor-X está consciente del peligro que representan dichos diarios si caen en manos equivocadas, por lo que encomienda a Tormenta la creación de un equipo especial de X-Men que encuentren los diarios y los pongan bajo resguardo. Rogue, Bishop, Psylocke, Sage y Ave de Trueno II siguen a Tormenta y abandonan la Mansión X.
Bestia finalmente encuentra la cura para el Virus Legado gracias a la fórmula de la Dra. MacTaggert. Por desgracia Stryfe dejó un enredo más para poder diseminar el antídoto: necesita mezclarse con el ADN del primer mutante que murió a causa del virus. Esa fue Illyana, la hermana de Coloso. Coloso toma el riesgo y sacrifica su vida para diseminar la cura en todo el mundo, confiando en que comparte el ADN con su hermana. Su plan funciona. La cura del virus se esparce por todo el mundo.
Kitty Pryde queda abrumada por la muerte de Coloso (a quién siempre amó en secreto), y tras llevar las cenizas de Coloso a Rusia, decide renunciar a los X-Men. Bestia termina por seguir a Tormenta y a su equipo. Gambito desaparece sin dejar rastro. Arcángel toma el control de la empresa de su familia y Nightcrawler se aleja del equipo al tomar los votos religiosos. Esto deja a Cíclope, Jean Grey, Wolverine y Xavier como únicos miembros activos del equipo.

#### Al borde de la destrucción
(Scott Lobdell; Leinil Francis Yu; Salvador Larroca; Tom Raney (2001). «Eve of Destruction» (en inglés). X-Men # 110-113 / The Uncanny X-Men # 392-393.)

Magneto amenaza con desatar una Guerra Mundial desde Genosha. Con la ausencia de los X-Men, Jean Grey recluta a un equipo provisional de X-Men (Dazzler, Northstar/Estrella del Norte, Omertà, Wraith/Espectro y Sunpyre/Pira Solar), para combatir su amenaza. Por otra parte, Cíclope y Wolverine deciden infiltrarse en el palacio de Magneto en Genosha a través de las alcantarillas con la ayuda de Polaris, quién ahora es miembro de los Acólitos de Magneto. Jean y su equipo tiene éxito en detener las amenazas nucleares de Magneto. Cíclope y Wolverine confrontan a Magneto en su palacio y Wolverine termina apuñalándolo con sus garras, dejándole gravemente herido y obligándolo a abandonar sus pretensiones bélicas. Tras el fin de la batalla, el equipo provisional de Jean se desintegra.
El destino de los otros equipos X que continúan en funciones es desafortunado. Con la muerte de la Dra. MacTaggert, Banshee, quién fuera su pareja, se tira a la bebida y abandona sus funciones como mentor de Generación-X. A esto se suma el malestar e inestabilidad de los integrantes del equipo tras la trágica muerte de Synch. Ante esta crisis, Emma Frost decide cancelar al equipo y cerrar la Academia de Massachusetts. Emma se instala en Genosha. Por otra parte, la Fuerza-X también terminará por desbandarse. Esto deja a los X-Men como la única fuerza superheróica mutante en el mundo.
El equipo de Tormenta es ahora conocido como los X-Treme X-Men, y funge como una patrulla internacional que busca los diarios de Destiny. Por desgracia, los X-Treme X-Men no son los únicos que están tras de dichos diarios. El equipo es acechado por el malvado Vargas, un asesino de origen español con una fijación por los diarios. En Valencia, España, el equipo es atacado por Vargas, quién muestra un interés especial por Rogue. El ataque tiene terribles consecuencias en el equipo: Vargas hiere gravemente a Bestia dejándole al borde de la muerte, y asesina a Psylocke a sangre fría.
Bestia logra salvarse gracias a la intervención de Sage, quién utiliza sus poderes para «acelerar», una segunda mutación en ella. Es así como Bestia obtiene una apariencia felina. Bestia deja a los X-Treme X-Men y vuelve a la Mansión-X.
Mientras tanto, Arcángel, Iceman y Nightcrawler conforman un equipo de X-Men alterno al de la Mansión-X. Los X-Men reclutan en el equipo a Chamber, exintegrante de Generación-X, quién ahora tiene la atención mediática al convertirse en un popular cantante.
Por otra parte, el Instituto Xavier reabre sus puertas. Por primera vez, las aulas de la escuela se ven habitadas por decenas de estudiantes mutantes. Cíclope, Wolverine, Jean Grey y Bestia se convierten en los profesores de la institución, mientras que Xavier sigue en su papel de director.
Una nueva amenaza surge en la figura de Cassandra Nova. Nova pertenece a una raza de parásitos psíquicos extraterrestres conocidos como Mummudrai. Cassandra odia a la raza mutante y desprecia los ideales de Xavier, pues este la dejó sin cuerpo físico muchos años atrás, cuando intento dominarlo en el vientre materno. Cassandra se apodera de un gigantesco y viejo centinela abandonado en Sudamérica. Tras activarlo, lo envía a Genosha, donde el robot asesina a sangre fría a millones de mutantes que habitaban en el país, incluyendo supuestamente a Magneto. Los X-Men acuden a las ruinas de Genosha a brindar auxilio. Entre las pocas sobrevivientes se encuentra Emma Frost, quién presuntamente sobrevive al sufrir una mutación secundaria. Emma es llevada a la Mansión-X. Cíclope y Wolverine logran capturar a Cassandra Nova, a la cual enfrentan en la Mansión-X. Aparentemente Nova muere eliminada por Emma, pero todo forma parte de una estrategia de la criatura que, sin que los X-Men se percaten, se apodera del cuerpo del Profesor-X. En el cuerpo de Xavier, Nova da un golpe certero a los X-Men al revelar al público la condición mutante de Xavier y las verdaderas funciones del Instituto como un campo de entrenamiento mutante. Con la opinión pública sobre los X-Men, el Xavier poseído por Nova, abandona el planeta Tierra para instalarse en el Imperio Shi'Ar. Bestia, el único de los X-Men que se percata que el Profesor ha sido suplantado, es herido por un mutante bajo el control de Nova y queda en coma.
Los X-Treme X-Men viajan a Australia siguiendo las pistas de los diarios. Allí se reencuentran con Gambito, quién es acusado del asesinato de un jefe criminal australiano. Los X-Treme X-Men salvan a Gambito de esta intriga y es invitado a unirse al grupo. Los hijos del jefe criminal australiano, los hermanos Heather y Davis Cameron, también son invitados a unirse al equipo al descubrirse su condición mutante, tomando los nombres de Lifeguard y Slipstream.
Por otro lado, los X-Men de Arcángel y compañía desmantelan una red de prostitución mutante. Una de las trabajadoras de esta red, la mutante Stacy-X también es invitada a unirse al equipo. Mientras tanto, Nightcrawler intenta ordenarse como sacerdote católico, siendo rechazado por la iglesia por su condición mutante.
Los X-Men de la Mansión-X descubren la existencia de los U-Men, un grupo de terroristas que secuestran mutantes para extraerles sus órganos e injertarlos en humanos normales para otorgarles poderes. Bajo la promesa de crear una «nueva raza», estos terroristas manejan una red de tráfico de órganos mutante internacional. Cíclope, Wolverine y Emma Frost viajan a China a desmantelar una de las «granjas» principales de los U-Men y allí rescatan al mutante Xorn (Kuan-Yin), quién estaba prisionero en uno de los centros de reclutamiento de los U-Men. Xorn es invitado a unirse a los X‑Men. En ese viaje a China, Cíclope comienza un discreto affaire con Emma Frost.

#### Imperial
(Grant Morrison; Frank Quitely; Ethan Van Sciver; Igor Kordey (2001-2002). «Imperial» (en inglés). X-Men # 118-126.)

En el cuerpo del Profesor X, Cassandra Nova manipula a la Emperatriz Lilandra de los Shi'Ar y a su Guardia Imperial enviándoles a la Tierra a destruir a la raza mutante, específicamente a los X-Men. Bestia logra recuperarse de sus heridas y revela al resto del equipo que Nova se apoderó del cuerpo de Xavier. Los X-Men enfrentan con creces el brutal ataque de la Guardia Imperial. El objetivo de Nova es llegar a la computador rastreadora de mutantes de los X-Men, Cerebro, para asesinar vía psíquica a todos los mutantes del mundo. Con la ayuda de algunos alumnos de la escuela, como Beak (Pico), Angel Salvadore y las Stepford Cuckoos (Cuclillos de Stepford), Emma Frost idea un plan para derrotar a Nova. El plan de Emma funciona y Nova es derrotada siendo encerrada en un androide de capacidad mental limitada de origen Shi'Ar. Por fortuna, la Guardia Imperial alcanza a descubrir la manipulación de Nova y detiene su feroz ataque a los X-Men. El androide que retiene a Nova es puesto bajo vigilancia severa en el laboratorio de la Mansión-X. En medio de la pelea, Jean Grey comienza a dar sutiles pruebas de que probablemente la Fuerza Fénix nuevamente este albergando en su interior. Xorn se integra definitivamente como parte del cuerpo docente del Instituto.
Los X-Treme X-Men viajan a Madripoor, donde se verán en medio de una invasión a la Tierra de parte del conquistador alienígena conocido como Khan. Khan mantiene un portal abierto en la Tierra utilizando a Gambito como una especie de ancla energética. Los X-Men se alían con la villana Viper, la princesa gobernante de Madripoor, para detener la amenaza. La perdición de Khan es enamorarse de Tormenta, a quién lleva dentro de su inmensa fortaleza para agregarla a su harem. Desde el interior de la fortaleza de Khan, Tormenta coordina con Sage un ataque contra la invasión. Mientras tanto, fuera de la fortaleza, los X-Men enfrentan también la amenaza de Vargas. Vargas revela su interés sobre Rogue: según los diarios de Destiny, Rogue está destinada a matarlo. Pero en el último minuto Rogue se resiste a cumplir la voluntad de los diarios y perdona la vida de Vargas. A partir de ese momento, los diarios dejan de tener validez, pues demuestran no ser tan exactos y que el futuro si se puede alterar. La amenaza de Khan finalmente es derrotada y su portal en la Tierra se cierra. Tormenta, Gambito y Rogue sufren severas heridas en la batalla. Esta deja como consecuencia un cambio radical en el equipo. Slipstream abandona al grupo al descubrir horrorizado que su hermana Lifeguard posee genes shi'ar en su sangre. Lifeguard decide dejar al grupo para buscar a su hermano, siendo seguida por Ave de Trueno II, quién se ha enamorado de ella. Debido a sus heridas, Rogue y Gambito pierden temporalmente sus poderes. Ambos se retiran a vivir a una casa ubicada en Valle Soleado, California, misma que forma parte de la herencia que Destiny legó a Rogue al abrirse su testamento. Tormenta, Bishop y Sage quedan como únicos tres miembros del equipo. Ellos deciden cambiar sus objetivos y convertirse en una suerte de policía mutante internacional, la X.S.E. (X-Treme Sanctions Executive).
Mientras tanto, el Profesor-X inaugura las X-Corps., una suerte de embajadas mutantes que abren sedes en varios puntos del mundo y que tienen a muchos exintegrantes de los X-Men y otros grupos-x entre sus filas. Xavier y Jean Grey realizan un tour mundial para visitar las X-Corps. En la sede de París, Francia, ambos conocen al misterioso Fantomex, un exagente del Proyecto Arma X de Canadá. Otras sedes de la X-Corps. se encuentran en Nueva York, Hong Kong, Mumbai y Genosha. En la visita a la X-Corp. de Genosha, Xavier y Jean hacen un hallazgo inesperado: se trata de Polaris, quién aparentemente también logró sobrevivir al genocidio de la isla. Una Polaris completamente trastornada es llevada a la Mansión-X para recibir tratamiento.
Por otro lado, en la visita a la X-Corp. de Mumbai, el Profesor-X es víctima de un atentado de parte de la Emperatriz Lilandra. Lilandra quedó trastornada tras la visita y manipulación de Cassandra Nova a los Shi'Ar y sigue creyendo que Xavier es dominado por la criatura. Aunque las cosas se aclaran, Lilandra decide romper sus relaciones con Xavier al haber perdido la confianza en él.
La Hermandad de Mutantes rescata a Mystique de la prisión manipulando al inexperto x-man Chamber para dicho fin. Los X-Men de Arcángel combaten a la Hermandad con ayuda de la X-Corp. de Nueva York, que es dirigida por Banshee. Los villanos son derrotados y Mystique es secuestrada por el mutante llamado Abyss. Chamber abandona a los X-Men tras esta misión.
Los X-Men de Arcángel acuden a Irlanda ante una llamada de auxilio del villano Juggernaut, pues su socio, el supervillano Black Tom Cassidy ha sufrido una segunda mutación y ha enloquecido. Los X-Men salvan a Juggernaut, quién recibe asilo en la Mansión-X.
Cíclope recibe una llamada inesperada: en un hogar de asistencia le informan que han encontrado a su hermano Havok. Havok estuvo ausente tras perderse varios años en una dimensión paralela y ha vuelto sumido en un estado vegetativo. Havok es llevado a recibir tratamiento en la Mansión-X. Poco después logra despertar de su trance y se reencuentra con Polaris, quién de inmediato le propone matrimonio. Los X-Men también reciben entre sus filas al mutante Northstar, exintegrante del equipo canadiense Alpha Flight. La presencia de Northstar causa polémica en ciertos miembros del grupo, pues es abiertamente homosexual.
Arcángel finalmente logra recuperar su apariencia original y perder los cambios que Apocalipsis le realizó en el pasado. Él comienza un romance con la joven mutante Husk, exintegrante de Generación-X que también se une al equipo. La mutante Stacy-X termina abandonando al equipo al no poder encajar en el mismo debido a su vida pasada como trabajadora sexual.
Llega el día de la boda entre Havok y Polaris. En el último momento Havok cancela la boda al descubrir que se ha enamorado de su enfermera. Polaris estalla en furia y ataca a Havok y a todos los invitados al enlace. Solo la intervención de Juggernaut puede detener a la enloquecida Polaris. Polaris es sometida a un tratamiento por el Profesor-X, donde finalmente descubre que Magneto es su padre.
Por otro lado, el Instituto Xavier es objeto de un motín estudiantil organizado por el joven mutante telépata Kid Omega (Chico Omega) y su pandilla, todos estimulados por una terrible droga llamada «Kick». El motín deja graves secuelas en la escuela: dos alumnos del equipo, Dummy y Sophie (una de las quintillizas Stepford Cuckoos) pierden la vida. La muerte de Sophie provoca que las Stepford Cuckoos pierdan la confianza en su mentora Emma Frost. Esme, una de las Cuckoos, es quien revela a Jean Grey el romance que su esposo Cíclope sostiene con Emma. Jean confronta a Emma y a Cíclope. Cíclope huye de la Mansión-X, pero Emma soporta una humillación de parte de Jean. Momentos más tarde, Emma es encontrada herida en su forma de diamante y con posibilidades de morir. Tras una exhaustiva investigación, se descubre que fue Esme la responsable del atentado. Esme huye de la Mansión antes de enfrentar su crimen. Irónicamente la vida de Emma será salvada por Jean y el poder del Fénix que ha vuelto a manifestar. Y es que Jean ha descubierto que Emma y Cíclope realmente se han enamorado.
Nightcrawler y los X-Men son secuestrados por el demonio llamado Azazel y llevados a su demoníaca dimensión. Azazel también tiene prisionera a Mystique y finalmente le revela a Nightcrawler ser su verdadero padre. Los X-Men vencen a Azazel y regresan a la Tierra junto con Mystique.
Mientras tanto, Tormenta viaja a Japón, donde ayuda a desintegrar una red de gladiadores mutantes clandestina conocida como La Arena, y que es dirigida por el villano Masque (Máscara), exintegrante de los Morlocks. Allí Tormenta se reencuentra con Callisto y ambas derrotan a Masque,
Los X-Treme X-Men también son testigos del regreso a nuestra línea temporal de Rachel Summers, quién se encuentra secuestrada por Elias Bogan, el Señor Imperial del Club del Fuego Infernal. Rachel es rescatada de las garras del villano.

#### Planeta X
(Grant Morrison; Phil Jimenez (2003-2004). «Planet X» (en inglés). X-Men # 146 a 150. ISBN 0-7851-1201-4.)

Xorn resulta ser un traidor y un psicópata. Xorn envía a los X-Men a misiones falsas y luego, apoyado por la Clase Especial de alumnos del Instituto que él dirigía, ataca a Xavier y destruye la Mansión-X. Xorn realiza un brutal atentado terrorista en Nueva York. Cíclope se alía con Fantomex y juntos dirigen a los alumnos del Instituto, la única fuerza opositora contra Xorn en ausencia de los X-Men. Jean Grey y Wolverine fueron enviado por Xorn en una falsa misión espacial, quedando atrapados en un cohete dirigido al sol, donde comienzan a sufrir una lenta agonía. Wolverine trata de evitar el sufrimiento en Jean y la apuñala con sus garras para darle una muerte rápida. Pero con este ataque, Wolverine desata el poder absoluto del Fénix dentro de Jean. La Fuerza Fénix regresa a la Tierra con Wolverine y combate a Xorn. Pero un momento de descuido de Jean le cuesta muy caro: Xorn la ataca a traición con un pulso electromagnético que la mata instantáneamente y provoca que la Fuerza Fénix se fragmente en miles de pedazos. Acto seguido, Wolverine decapita a Xorn acabando con su amenaza.
La muerte de Jean impacta severamente en los X-Men. Los X-Treme X-Men toman la decisión de volver a la Mansión-X. Emma Frost decide invertir en la re-construcción de la Mansión-X y el Instituto. El Profesor-X decide abandonar a los X-Men para instalarse en Genosha, en un intento de reconstruir la devastada isla. Por ello, nombra Cíclope y a Emma como nuevos codirectores del Instituto. En Genosha, Xavier terminará por encontrarse con Magneto, quién logró sobrevivir al genocidio, y juntos deciden reconstruir la isla. Cíclope formaliza su relación con Emma, ante la sorpresa de sus compañeros debido a su reciente viudez. Los X-Men se subdividen en tres equipos. Por otra parte, el cuerpo estudiantil del Instituto también se reforma. Ahora se dividen en diversos escuadrones, los cuales son dirigidos por algunas de las exintegrantes de los Nuevos Mutantes: Karma, Mirage, Magma y Wolfsbane. Los estudiantes a menudo son referidos como los «Nuevos X-Men».
Los X-Men se encuentran con un Xorn que no es el que causó los disturbios en Nueva York. Es su hermano gemelo (Shen-Xorn). Una nueva Hermandad de Mutantes ataca la Mansión X. Juggernaut es acusado de colaborar con ellos y de traicionar a los X-Men. El nuevo Xorn ayuda a los X-Men en el combate. Para probar su inocencia, Juggernaut se sacrifica, y junto con toda la Hermandad, es absorbido por el agujero negro que conforma el poder mutante de Xorn. Xorn abandona al equipo al confirmar que no es ninguna amenaza.
El equipo de X-Men dirigido por Tormenta da continuidad a las actividades de la X.S.E. El equipo enfrenta a la nueva amenaza del Club del Fuego Infernal. Sage termina por renunciar al equipo para ofrecer de nuevo sus servicios al Club del Fuego Infernal, pero solo como una estrategia para analizar sus actividades. El equipo también tiene un encuentro con una joven mutante llamada X-23. La joven es en realidad una especie de clon femenino de Wolverine. Wolverine la toma bajo su custodia y X-23 recibe entrenamiento en la Mansión-X.
El tercer equipo de X-Men es conformado por el personal docente del Instituto Xavier. Emma Frost convence a Kitty Pryde de volver al equipo, y ella se integra a este equipo acompañada por su inseparable compañero, el dragón alienígena Lockheed. En su primera misión este equipo enfrentara el ataque de Ord, un extraterrestre proveniente del planeta Breakworld, que patrocina una tentativa de «cura» para los mutantes con una fórmula de la Dra. Kavita Rao. Pero esta fórmula es en realidad el Virus Legado. Ord planea esparcirlo de nuevo para acabar con los mutantes, pues según una leyenda de Breakworld, un mutante terrícola ocasionará el apocalipsis en su mundo. Para extraer el virus, Ord regresó de la muerte al x-man Coloso. Coloso es encontrado por los X-Men en su expedición en el cuartel de Ord y es llevado a la Mansión X.
El cuarto de entrenamiento de los X-Men, el Cuarto de Peligro, toma consciencia y una apariencia humanoide. La criatura pone contra las cuerdas a los X-Men. Cíclope y su equipo vistan Genosha para advertir a Xavier de un ataque de la criatura (que se denomina únicamente como «Peligro»). Juntos derrotan a Peligro, pero el Profesor-X se niega a volver a la Mansión-X.
El equipo de Tormenta viaja a España, donde les comunican que Psylocke ha sido encontrada viva justo en el lugar donde murió. Los X-Men llevan a Psylocke a la Mansión-X sin que, en ese momento se revele el misterio detrás de su resurrección.
Mystique logra infiltrarse en la Mansión-X, causando estragos al hacerse pasar por una estudiante y tratar de seducir a Gambito y separarlo de Rogue. Los X-Men descubren a la intrusa y la confrontan. Mystique les pide a los X-Men una oportunidad de redención y es aceptada y puesta aprueba en el equipo.
La Fuerza Fénix regresa a la Tierra. La entidad exhuma el cadáver de Jean Grey para tomarlo de nuevo como cuerpo huésped para una nueva misión: encontrar uno de los miles de fragmentos en que se dividió durante el ataque de Xorn. Los X-Men combaten al Fénix creyéndolo una amenaza. Al final, el Fénix recupera el fragmento que le faltaba, el cual se había albergado dentro de Cíclope. Tras esta misión, el Fénix entra en letargo.
En una misión al África, Tormenta se reencuentra con Black Panther, superhéroe vengador y rey de Wakanda. Tormenta se toma una licencia de los X-Men y decide permanecer en África. Black Panther le propone matrimonio.
Wanda Maximoff, la Bruja Escarlata, integrante de los Vengadores, pierde la razón. Wanda es muy peligrosa en este estado por sus poderes para alterar la realidad. Su amenaza es tal, que los Vengadores y el Dr. Strange la llevan con su padre, Magneto, a Genosha. Xavier comienza a realizar pruebas psíquicas para controlarla, sin que ninguna surta efecto.

#### House of M
(Brian Michael Bendis; Olivier Coipiel; Alan Davis (2005). «House of M» (en inglés). House of M # 1-8 / Uncanny X-Men # 462-465. ISBN 0-7851-2466-7.)

Wanda Maximoff pierde totalmente la razón sin que el Profesor-X y Magneto puedan hacer nada por ella en Genosha. Los Vengadores y los X-Men deciden viajar a Genosha y eliminarla para así evitar que cause más daño con sus poderes fuera de control. Mercurio viaja rápidamente a Genosha y convence a Magneto de salvar a Wanda. El plan consiste en utilizar a Xavier para poder penetrar la mente de todos los seres vivos de la Tierra y descubrir sus sueños más anhelados. Con este conocimiento, y utilizando su habilidad de alterar la realidad, Wanda crea un mundo utópico donde Magneto es el Rey del mundo con su dinastía: La Casa de Magnus (Dinastía de M), gobernando a su lado. En este mundo alterado los mutantes dominan el mundo y los humanos son una minoría perseguida. Los héroes más importantes del mundo viven vidas fabulosas. Pero un fragmento de bondad de Wanda (estimulado por Xavier), logra sobreponerse y en medio de esta utopía crea a Layla Miller, una niña que sabe perfectamente que este mundo es una mentira. Layla contacta a Emma Frost despertándola a la realidad y esta, a su vez, localiza a todos los superhéroes contándoles que, por más doloroso que sea, el mundo que viven es una fantasía. X-Men y Vengadores viajan a Genosha y enfrentan a la Dinastía de M. Wanda acepta regresar el mundo como estaba, con una excepción... «No más mutantes».
Cuando el mundo regresa a la normalidad después del desastre provocado por Wanda, el pánico y el caos estallan: la raza mutante es diezmada reduciendo su población a un 10 % de lo que era, devolviendo así a los mutantes al statu quo de grupo minoritario y marginal. La situación impacta también en los X-Men y en el Instituto. Prácticamente todos los estudiantes quedan sin poderes y abandonan la institución. Algunos X-Men (como Polaris), son parte de los muchos que pierden sus poderes. La Mansión X será declarada por el gobierno como un santuario para los «198» mutantes que quedaron en el planeta. Esto provoca que muchos aliados y enemigos de los X-Men lleguen hasta su hogar implorando refugio. Pero tras de ellos también llegan grupos extremistas anti-mutantes. El gobierno decide proteger a los mutantes de la Mansión-X a través de la Oficina Nacional de Emergencias (O.N.E. por sus siglas en inglés), comandada por la Dra. Valerie Cooper y el general Demetrius Lazer. Una tropa de centinelas de O.N.E. se instalan en la Mansión-X.
La situación trae como consecuencia que muchas unidades mutantes se reactiven. X-Factor regresa a la actividad, ahora como una agencia de investigadores llamada Agencia de investigadores X-Factor. El Capitán Britania decide reactivar el equipo británico Excalibur.
Magneto y su familia permanecen ocultos, pues se han convertido en enemigos número uno de la opinión pública. Mercurio intenta enmendar el daño que el causó de forma indirecta. Mercurio roba los Cristales Terrígenos, unos cristales especiales que despiden unos gases que otorgan de poderes a la raza conocida como los Inhumanos. El planea utilizar los gases para que los mutantes recuperen sus poderes. Pero su acción resulta contraproducente, pues las Nieblas Terrígenas resultan tóxicas para los mutantes. Cuando los Inhumanos descubren el robo de sus cristales, creen que es parte de una conspiración del gobierno de Estados Unidos e inician hostilidades diplomáticas con ellos.
Mientras tanto, el Imperio Shi'ar decide emprender la exterminación de la Fuerza Fénix al enterarse de que regresó y que merodea la Tierra. Ellos ven a Rachel y al resto de la familia de Jean Grey como posibles amenazas para la propagación del poder del Fénix y deciden exterminarlos. Rachel logra salvarse con ayuda de los X-Men, pero la familia Grey es exterminada.
La alteración sufrida en la realidad también borra muchos eventos que habían sucedido en el pasado. Apocalipsis ha regresado a la vida y recluta a una nueva generación de Jinetes para intentar hacerse del control de los 198 mutantes que se encuentran en la Mansión-X. Los X-Men Gambito, Polaris y Fuego Solar, sucumben ante el llamado de Apocalipsis y se convierten en parte de sus Jinetes. Apocalipsis es derrotado por la alianza entre los X-Men, los Vengadores y Ozymandias, el siervo de Apocalipsis, quién le traiciona. Los X-Men logran rescatar a Polaris, pero Gambito logra escapar, manchado por la maldad de Apocalipsis.
Illyana, la hermana de Coloso, también regresa de la muerte, pero de nuevo convertida en la hechicera conocida como Magik. Magik se disputa el control del Limbo con Darkchild, la hija de Belasco. Los Nuevos X-Men viajan con Coloso al Limbo para auxiliar a Magik.
Finalmente se revela el motivo de la resurrección de Psylocke. Su hermano mayor Jamie, la resucitó como un plan para entregarla a una entidad maligna de un culto religioso pagano. Psylocke vence a su hermano y a la criatura, pero abandona a los X-Men para tomarse un descanso en Inglaterra con su hermano, el Capitán Britania.
Los X-Men se encuentran con Vulcan, un peligroso y poderoso mutante que, junto con otros tres mutantes más (Darwin, Petra y Sway), formó parte de un pasado experimento del Profesor-X de formar un equipo de X-Men (antes de la segunda generación). Vulcan revela ser en realidad Gabriel Summers, hermano menor de Cíclope y Havok, quién nació en el Imperio Shi'Ar cuando sus padres fueron secuestrados en el pasado. Vulcan reclama sus derechos en el Imperio Shi'Ar. Los X-Men lo combaten. Banshee sacrifica su vida en un intento de detenerlo. Pero Vulcan logra viajar al Imperio Shi'Ar. Alí, Vulcan se alía con Ave de Muerte, y con un éxitoso golpe, logran destronar a Lilandra. Vulcan se proclama emperador de los Shi'Ar, casándose con Ave de Muerte para legitimar su lugar en el trono. El Profesor-X, Havok, Polaris, Nightcrawler, Rachel Summers y Warpath (exintegrante de la Fuerza-X), viajan al Imperio Shi'Ar a combatir a Vulcan. Pero sufren una estrepitosa derrota. Los X-Men vuelven derrotados a la Tierra. Pero Vulcan logra capturar a Havok, Polaris y Rachel y los mantiene prisioneros en la galaxia Shi'Ar. Mademoiselle Hepzibah, extraterrestre e integrante de los Starjammers, llega accidentalmente con los X-Men a la Tierra y obtiene refugio en la Mansión-X
Otra comitiva de X-Men que no viajó al espacio, es comandada por Rogue. El equipo emprende una misión para detener a Hecatombe, un macho de la raza extraterrestre Mummudrai, que llegó a la Tierra con la intención de aparearse con Cassandra Nova y procrear una nueva generación de Mummudrais. Los X-Men destruyen a Hecatombe con ayuda de Cable. Dientes de Sable, la mutante Lady Mastermind (Lady Mente Maestra) y Karima Shapandar, una centinela prime, se unen a los X-Men en esta batalla.
Por si esto fuera poco, estalla la Guerra Civil entre superhéroes a raíz de un desastre en Stanford, Connecticut. Los superhéroes se dividen en dos bandos: unos leales a Iron Man y otros leales al Capitán América. Los X-Men inicialmente muestran una postura neutral ante el conflicto. Pero los «198» mutantes organizan un motín en el campamento de los mutantes refugiados en la Mansión-X. Ellos quieren estar libres, sin la vigilancia de O.N.E. Ellos escapan y son llevados por uno de los mutantes llamado Johnny Dee a un refugio en el desierto. Pero esto es una trampa. Johnny Dee trabaja en secreto para el general Demetrius Lazer, quién en realidad es un anti-mutante de primer nivel. Los mutantes hubieran muerto el refugio del desierto debido a una bomba instalada en su interior de no ser por la intervención de los X-Men, apoyados por Iron-Man y sus asociados. Los mutantes son declarados libres y dejan de ser forzados a su encierro en la Mansión-X. Por su parte, Tormenta se acepta la propuesta matrimonial de Black Panther y se convierte en la nueva reina consorte de Wakanda.
Wolverine se niega a aceptar a Dientes de Sable en la Mansión-X. Ambos luchan al interior de uno de los aviones del equipo y aterrizan violentamente en Wakanda. Wolverine descubre que Dientes de Sable se ha vuelto más salvaje que nunca por intervención de un misterios personaje llamado Romulus, que en secreto ha manipulado la vida de Wolverine. Wolverine consigue la espada Muramasa, que cancela los poderes curativos de Dientes de Sable. Ambos luchan y aparentemente Wolverine mata a su archienemigo.
Mr. Siniestro reaparece acompañado de nuevo por los Merodeadores. Gambito ahora es parte de este equipo de villanos. Los Merodeadores atacan la Mansión-X con la intención de robar los diarios de Destiny. Mystique y Lady Mastermind resultan ser unas traidoras infiltradas leales a Siniestro, mientras que Karima Shapandar sigue a los Merodeadores poseída por una de ellos, la llamada Malice. Los Merodeadores también se llevan prisionera a Rogue.
Los X-Men del equipo de Cíclope viajan al planeta Breakworld de Ord. Allí descubren y frustran un plan de sus habitantes para destruir la Tierra. Breakworld dispara una gigantesca bala contra la Tierra. El planeta es salvado por intervención de Kitty Pryde, quién lleva al límite sus poderes de intangibilidad para lograra que la bala atraviese la Tierra sin dañarla. Por desgracia, Kitty queda a la deriva en el espacio exterior.

#### Complejo de Mesías (Messiah Complex)
(Ed Brubaker; Mike Carey; Peter David; Craig Kyle; Christopher Yost; Marc Silvestri; Billy Tan; Scot Eaton et ál. (2007-2008). «Messiah Complex» (en inglés). X-Men: Messiah Complex / Uncanny X-Men # 492-494 / X-Factor vol. 2 # 25-27 / New X-Men # 44-46 / X-Men # 205-207. ISBN 0-7851-2320-2.)

En un pequeño pueblo de Alaska, nace la pequeña Hope, la primera mutante nacida tras el exterminio mutante de Wanda Maximoff. Los X-Men y los Merodeadores se disputan el control de la niña. A ellos se suma un tercer grupo: los Purificadores, un grupo de humanos anti-mutantes comandados por el Reverendo William Stryker, aquel viejo enemigo de los X-Men. Una fiera batalla se lleva a cabo entre los X-Men y los Merodeadores en la Mansión X, que queda destruida. Wolverine crea una facción especial del equipo que combate a los Purificadores, que ahora se han aliado con Lady Deathstrike y los Reavers. En la batalla contra ellos, el morlock Caliban muere asesinado. A la amenaza de los grupos de villanos se suma la del Depredador-X, un terrible monstruo con apetito voraz liberado por los Purificadores para matar a los mutantes. La horrible criatura busca el paradero de la pequeña Hope.
Los X-Men combaten a los Merodeadores en su base en la Antártida. El Depredador-X llega por sorpresa y se suma al combate, matando a muchos Merodeadores, hasta que finalmente es destruido por Wolverine. En la batalla Siniestro toma como rehén a Rogue y trata de matarla, pero esta es rescatada por Gambito, quién al parecer solo estaba como infiltrado en las filas de Siniestro. La batalla tiene un final inesperado: Bishop traiciona a los X-Men, alegando que la pequeña Hope es una amenaza para la raza mutante. Bishop trata de matar a la niña y hiere por accidente el Profesor-X. Cable decide llevarse con él a Hope al futuro, alegando que es el único lugar donde estará segura. Pero ambos son seguidos por un enloquecido Bishop.
Con la destrucción de la Mansión-X, los X-Men deciden separarse. El Profesor-X logra salvar su vida por intervención de Magneto, pero decide mantenerse alejado del grupo. Cíclope y otros X-Men se instalan en San Francisco, California. El alcalde de dicha ciudad muestra una postura amigable con los mutantes, y Emma Frost hace un llamado psíquico a todos los mutantes que quieran instalarse en dicha ciudad.
Paralelo a esta situación, Cíclope le encomienda a Wolverine la reactivación en secreto de la Fuerza-X, encargada principalmente de la destrucción de los Purificadores. Esta nueva versión del equipo, con un enfoque mucho más violento y radical, está conformada por X-23, Warpath, Wolfsbane y Arcángel. El equipo confronta a los Purificadores, que se han convertido en un peligroso grupo, en el que se encuentran varios enemigos humanos antiguos de los X-Men, resucitados con el virus transmodal que le extrajeron al phalanx Warlock.
En el espacio exterior, Havok, Polaris y Rachel escapan del control de Vulcan y se alían con Lilandra y los Starjammers. Deciden permanecer en el espacio para detener a Vulcan, que ha iniciado la expansión del Imperio Shi'Ar por el universo con extrema violencia.
Los X-Men enfrentan en San Francisco a una nueva versión femenina de la Hermandad de Mutantes, comandada ahora por Madelyne Pryor, la exesposa de Cíclope, quién regresa de la muerte. Psylocke es manipulada por la Hermandad. El equipo de villanas es derrotada por los X-Men y Psylocke recupera el control y vuelve con los X-Men.
Magneto ofrece una alianza con los X-Men. Para mostrar su lealtad, Magneto ayuda al equipo a encontrar y recuperar la gigantesca bala que se encuentra a la deriva en el espacio con Kitty Pryde en su interior. Kitty vuelve sana y salva a la Tierra y Magneto es aceptado en el equipo en gratitud.
Cuando Norman Osborn asume el control de S.H.I.E.L.D. (la máxima agencia de espionaje de Marvel), declara ilegales a muchos superhéroes del territorio estadounidense. Los X-Men no son la excepción. Osborn organiza su propia versión de los X-Men (Los X-Men Oscuros), obligando a los X-Men a buscar refugio en la vieja base abandonada de Magneto (el Asteroide M), que es habilitado frente a las costas de San Francisco como un islote-ciudadela artificial llamado Utopía. Al cabo de poco tiempo, el islote de Utopía termina por convertirse en la residencia de decenas de mutantes, héroes y villanos, que pese a algunos contratiempos, logran vivir en armonía en dicho lugar.
En este evento, los X-Men se alían con el Príncipe Namor, el Sub-Marinero, soberano de la Atlántida, que pasará a convertirse en miembro e importante aliado de los X-Men.
Poco después, la vampira psíquica y hechicera Selene (quién fuera la Reina Negra del Club del Fuego Infernal), en complicidad con su socio y amante, el vampiro Eli Bard, utilizan el virus transmodal de los Phalanx para resucitar a una enorme cantidad de mutantes fallecidos de Genosha y de otros lugares. Con esta armada de zombis, Selene dirige una invasión hacia Utopía que es repelida con éxito por los X-Men.

### Años 2010s

#### Segunda venida
(Craig Kyle; Matt Fraction; Mike Carey; Zeb Wells; Peter Finch; Terry Dodson; Ibraim Roberson; Grag Land et ál. (2010). «Second Coming» (en inglés). X-Men: Second Coming # 1-2 / Uncanny X-Men # 523-525 / New Mutants vol. 3 # 12-14 / X-Men (Legacy) # 235-237 / X-Force vol. 2 # 27-28. ISBN 0-7851-4678-4.)

Cable y Hope regresan finalmente del futuro. Hope se ha convertido en una adolescente. Por desgracia ella y Cable no lo pasaron bien, pues fueron víctimas de la persecución constante de Bishop, obsesionado con exterminar a la niña. Por otra parte, un resucitado Bastión, quién ahora dirige a los Purificadores, organiza una ofensiva en contra de los X-Men y de los mutantes de Utopía. Su ofensiva va dirigida principalmente contra Hope al ser considerada la «mutante mesías». Uno de los Purificadores también logra abrir un portal hacia el Limbo, que facilita a sus tropas la ayuda de numerosos demonios. Nightcrawler sacrifica su vida para cerrar dicho portal. Ante un ataque de una legión de centinelas Nimrod de los Purificadores, Cable sacrifica su vida para salvar a Hope. Al final la amenaza es neutralizada por la propia Hope, quién manifiesta una nueva gama de poderes psíquicos. Hope termina quedándose en Utopía bajo la custodia de los X-Men. En algún momento Cíclope y Emma Frost descubren a cinco nuevos mutantes en el mundo. Una comitiva de X-Men es enviada para llevarlos a la seguridad de Utopía, donde reciben entrenamiento como la «Generación Esperanza».
Una horda de vampiros invade la ciudad de San Francisco dirigida por Drácula. El monstruo es repelido con éxito por los X-Men y otros mutantes. Como consecuencia de esta batalla, Júbilo queda transformada en un vampiro.
Wolverine re-organiza a la Fuerza-X, reclutando a sus filas a Psylocke y los mercenarios Deadpool y Fantomex. La Fuerza-X enfrenta a un culto religioso, el Clan Akkaba, que veneran la figura de Apocalipsis. La Fuerza-X descubre que el clan tiene en sus manos a un hijo de Apocalipsis. Su primera intención es eliminar al niño, que parece destinado a ser una continuación de la vida de su padre, pero en el último momento deciden llevar al niño a la Mansión-X, en donde es nombrado Evan Sabanur.
En el espacio, en su intento por dominar al universo, Vulcan declara una guerra a los Inhumanos, atacando su ciudad sagrada de Attilan. Los Starjammers comandados por Havok ayudan a los Inhumanos a combatir a Vulcan. Lilandra muere en el combate contra Vulcan. Al final, Vulcan muere en un combate contra el poderoso Black Bolt (Rayo Negro), el rey de los Inhumanos. Havok, Polaris y Rachel deciden volver a la Tierra. Al extinguirse el linaje de los Neramani, los Shi'Ar proclaman a Gladiador, el líder de la Guardia Imperial como nuevo emperador.

#### Cisma
(Jason Aaron; Carlos Pacheco; Frank Cho; Daniel Acuña; Alan Davis; Adam Kubert (2011). «Schism» (en inglés). X-Mem: Prelude to Schism 1-4 / X-Men: Schism 1-5 / X-Men: Regenesis. ISBN 9780785156888.)

Cíclope es invitado a dar un discurso ante la ONU para que se elimine el proyecto de los Centinelas. En ese momento, el edificio sede de la ONU es atacado dos veces: primero por el joven y revoltoso mutante telépata Kid Omega, y luego por un grupo de Centinelas dirigido por Kade Kilgore, un adolescente humano que se autoproclama como el nuevo Rey Negro del Club del Fuego Infernal. Más tarde, las fuerzas del Club atacan a los X-Men en el Museo Mutante de San Francisco, y Cíclope ordena a la joven mutante Oya eliminarlos. Esto le provoca diferencias con Wolverine, quién le reprocha el fomentar el crimen en la joven. Después, Kilgore y el Club envían a un gigantesco centinela a destruir Utopía. En medio del ataque, Cíclope y Wolverine nuevamente discrepan en las decisiones que hay que tomar y terminan luchando entre sí, agravando el peligro que enfrenta Utopía. Finalmente, Hope y el resto de estudiantes de Utopía derrotan al centinela. Pero las diferencias ideológicas entre Cíclope y Wolverine provocan que el grupo termine dividiéndose en dos. Los seguidores de Cíclope permanecen en Utopía, mientras que los seguidores de Wolverine deciden regresar a Westchester, Nueva York.
En Nueva York, Wolverine decide reabrir la vieja Escuela de Xavier, ahora con el nombre de Escuela Jean Grey para Jóvenes Dotados, de la que se nombra director. Rápidamente la escuela logra hacerse de un importante cuerpo estudiantil. Kitty Pryde, Iceman, Rogue y otros X-Men siguen a Wolverine, fungiendo como profesores de su institución.

#### Vengadores vs. X-Men
(Brian Michael Bendis; Matt Fraction; Jason Aaron; Ed Brubaker; Jonathan Hickman; John Romita, Jr.; Olivier Coipel; Adam Kubert (2012). «Avengers vs. X-Men» (en inglés). Avengers vs. X-Men # 0-12 / Uncanny X-Men vol. 2 # 11-14 / Wolverine and The X-Men # 9-13 / New Avengers vol. 2 # 24-30 / Secreta Avengers # 26-31 ( Avengers vol. 4 # 25-30.)

Cable reaparece vivo y ataca a los Vengadores, acusándoles de planear el asesinato de Hope. La todopoderosa Fuerza Fénix regresa a la Tierra. Ha elegido a Hope como su nuevo cuerpo huésped. Dándose cuenta del peligro que representa esta situación, los Vengadores deciden buscar a Hope y tomarla bajo su custodia para detener la amenaza potencial. Pero los X-Men se niegan a cederles el control de la joven. Se entabla entonces un combate entre ambos gruposs. En el calor de la batalla la Fuerza Fénix aparece. Para evitar que tome a Hope como su avatar, Iron Man ataca al Fénix con un sofisticado aparato de su invención. El disparo de Iron Man divide al Fénix en cinco fragmentos que se alojan en Cíclope, Emma Frost, Namor, Magik y Coloso.
Estos llamados «Fénix-Cinco» deciden utilizar su vasto poder cósmico para hacer de la Tierra un lugar mejor en favor de los mutantes. Pero llegan a niveles de megalomanía. Muchos X-Men, que en un principio estaba de acuerdo con sus actos, se enfrentan en diversas batallas a los Vengadores. Pero cuando los Fénix-Cinco sobrepasan límites, se vuelven contra ellos. Mientras tanto la joven Hope es adiestrada y protegida del Fénix en K'un L'un, la dimensión mágica del superhéroe y vengador Puño de Hierro. La unión de los X-Men y los Vengadores tiene éxito en detener a Namor, Magik y Coloso. Finalmente el Fénix termina por alojarse únicamente en Cíclope. El Profesor X decide combatir a Cíclope y someterlo mentalmente. Pero la Fuerza Fénix termina revirtiendo a su estado de Fénix Oscuro, atacando y matando a Xavier.
Wanda Maximoff, la Bruja Escarlata, reaparece completamente recuperada y rehabilitada. Wanda se siente culpable por causar tanto daño a los mutantes en el pasado, y decide ayudar a remediar la situación. La mutante responsable de que los mutantes fueran diezmados, se alía con Hope, la mecenas mutante. Mientras Hope se resiste valerosamente al Fénix, que se ha apoderado de su cuerpo, Wanda usa su poder para alterar la realidad para detener al Fénix definitivamente. La Fuerza Fénix es indestructible, pero su energía puede ser transformada. Wanda extingue el fuego del Fénix y utiliza esa energía potencial para restaurar los poderes de la población mutante. Con esto, la amenaza del Fénix llega a su final. Cíclope es puesto bajo arresto por crímenes contra la humanidad.
Un poco más tarde, Cíclope es liberado de prisión por Magneto. Ellos también liberan a Emma Frost. Al equipo se terminará sumando Magik. Juntos deciden formar un nuevo equipo de X-Men. Pero este equipo actúa de forma clandestina, rechazado por los X-Men «oficiales» y perseguidos por los Vengadores y todas las autoridades internacionales. Encuentran su nuevo refugio en la base abandonada del Proyecto Arma X en Canadá.
Mientras tanto, en la Escuela Jean Grey, Bestia, abrumado por la situación de Cíclope como proscrito, decide hacer un arriesgado experimento: Con una máquina del tiempo, viaja al pasado a buscar a los X-Men originales y traerlos al presente. Su objetivo es que el Cíclope adolescente del pasado, se enfrente al Cíclope del presente en un intento por hacerlo entrar en razón sobre sus actos. De esta manera, los cinco X-Men originales llegan la presente, incluyendo a Jean Grey.
Los X-Men originales desplazados en el tiempo se encuentran abrumados al llegar a una nueva época, y sobre todo, al saber del destino que les aguarda a muchos de ellos. Los X-Men originales confrontan a los X-Men de Cíclope, impactándole profundamente, sobre todo por la presencia de Jean Grey. Kitty Pryde toma el liderazgo de este «nuevo» grupo.
Por otro lado, Tormenta y Psylocke reactivan en Los Ángeles, California a la Fuerza-X. Tormenta enfrenta una severa crisis en su matrimonio con Black Panther, pues este le reprocha que apoyara a los X-Men en su conflicto con los Vengadores. De forma paralela, Cable y Hope también deciden conformar su propia versión Fuerza-X. Ambos equipos terminan uniendo fuerzas para combatir al villano Stryfe, quién regresa de un futuro alterno. Se revela que fue Stryfe quién manipuló a Bishop para llevar a cabo sus ataques contra cable y Hope. Stryfe es derrotado y Bishop se reivindica de sus actos malévolos del pasado. Tormenta finalmente se separa de Black Panther cuando este abandona Wakanda para instalarse en Hell's Kitchen, Nueva York.
Los X-Men viajan al Cielo, acudiendo a una señal de socorro del fallecido Nightcrawler. Nightcrawler es atacado por su padre, el demonio Azazel, quién pretende regresarlo a la vida para utilizarlo como un ancla para traer su dimensión demoníaca a la Tierra. Los X-Men vencen a Azazel y Nightcrawler regresa a la vida.

#### Batalla del átomo
(Brian Michael Bendis; Brian Wood; Jason Aaron; Frank Cho; Stuart Immonem; Chris Bachalo; David Lopez; Giuseppe Camuncoli (2013). «Battle of the Atom» (en inglés). X-Men: Battle of the Atom # 1-2 / All-New X-Men # 16-17 / X-Men vol. 3 # 4-6 / Uncanny X-Men vol. 3 # 12-13 / Wolverine and The X-Men # 36-37, 2013.)

Durante un combate contra un rebelde mutante, los X-Men originales desplazados en el tiempo y los X-Men de Cíclope unen fuerzas y la versión de Cíclope del pasado es asesinado por un centinela. Pero el joven es resucitado momentos más tarde por uno de los jóvenes mutantes reclutas del Cíclope del presente posee poderes curativos. Sin embargo, en los breves momentos en que el joven Cíclope estuvo muerto, Cíclope adulto desapareció de la existencia debido a la paradoja temporal provocada por la presencia de los X-Men originales en el presente. Los X-Men consideran que es necesario que los desplazados sean regresados a su línea temporal de origen. Repentinamente, un grupo de X-Men diferentes, aparentemente también desplazados en el tiempo y dirigidos por Xorn, aparecen para llevarse con ellos a los X-Men originales. Los jóvenes Cíclope y Jean Grey acuden con el Cíclope del presente para pedirle ayuda, pero Emma Frost alerta sobre esto a los X-Men de Wolverine. Xorn, el líder los X-Men del futuro, le otorga a Jean una visión del futuro que la convence de que tienen que volver a su lugar adecuado en la línea de tiempo. Sospechando de algo raro, Magik viaja al futuro y descubre que esta versión de X-Men de Xorn es en realidad una versión alterna de la Hermandad de Mutantes Los X-Men originales son llevados ante la máquina del tiempo de Bestia para enviarlos de vuelta en el tiempo. Sin embargo, una fuerza desconocida impide que este proceso se complete. Los X-Men de Cíclope y Wolverine, unen fuerzas con otra versión real de X-Men del futuro que llegan con Magik y enfrenta a la Hermandad y a un ejército de Centinelas, derrotándolos. Los futuros X-Men regresan a su lugar apropiado en la línea de tiempo con la Hermandad como prisionera. Los X-Men originales viajeros del tiempo deciden dejar la Escuela Jean Grey y unirse a Cíclope. Kitty Pryde, disgustado de que los X-Men de Wolverine trataron de enviar los jóvenes de regreso en el tiempo por la fuerza, decide abandonar al grupo y continuar como mentora de los jóvenes, pero ahora en el equipo de Cíclope.
Posteriormente, la joven Jean Grey viajera del tiempo se ve obligada a encarar finalmente las atrocidades cometidas por la Fuerza Fénix cuando es secuestrada por los Shi'Ar, quienes pretenden exterminarla temiendo un resurgimiento futuro del Fénix dentro de ella. La joven es rescatada por la unión de los X-Men desplazados en el tiempo y los Guardianes de la Galaxia.
La versión adolescente de Iceman sale del armario y acepta su homosexualidad. Tras confrontar al Iceman adulto del presente, este termina también por asumir también su orientación sexual.

#### Muerte de Wolverine
(Charles Soule; Steve McNiven (2015). «Death of Wolverine» (en inglés). Death of Wolverine 1-6. ISBN 978-0785191636.)

Wolverine descubre que un extraño virus ha desactivado su poder mutante de curación, poniéndolo en un estado de vulnerabilidad ante sus enemigos. Míster Fantástico se ofrece a trabajar en la búsqueda de un medio de reactivar su factor de curación, pero Wolverine acepta su destino y decide no tratar de arreglarlo. Cuando se entera de que su cabeza tiene un precio, Wolverine decide ir en busca del responsable: el doctor Abraham Cornelius, uno de los fundadores del programa Arma X. Wolverine comienza a ser perseguido por varios de sus enemigos enviados por Cornelius. Al final, Cornelius y Wolverine se enfrentan en combate. En la batalla, un contenedor de adamantium se derrama sobre Wolverine
causándole una muerte instantánea. Ante este dramático hecho, Tormenta decide hacerse cargo de la Escuela Jean Grey y del equipo de X-Men de Wolverine.

#### AXIS
(Rick Remender; Adam Kubert; Leinil Francis Yu; Rachel Dodson (2014). «AXIS» (en inglés). (Solo de los X-Men) Avengers & X-Men: AXIS 1 a 9, Magneto 1 a 9, All-New X-Factor 15 a 17, Amazing X-Men 14, Wolverine & The X-Men vol. 2 12.)

El supervillano Cráneo Rojo lleva a cabo un plan para exhumar el cadáver del Profesor X e injertarlo a su cerebro, accediendo a sus poderes psíquicos. Al lograr su objetivo, procede a esclavizar a miles de personas formando un ejército. Los Vengadores y los X-Men deciden combatir al villano, quién ha montado un campo de concentración para mutantes en la isla de Genosha. Cráneo Rojo captura en dicho campo a Magneto, Evan Sabahnur (el joven hijo de Apocalipsis), la Bruja Escarlata y otros más. Estos consiguen escapar de su cautiverio, y Magneto mata a Cráneo Rojo. Sin embargo, al morir Cráneo Rojo, una nueva versión de Onslaught surge dentro de él: el Red Onslaught. Ante dicho panorama, el Doctor Strange y la Bruja Escarlata conciben un plan que puede salvar la situación: combinar sus poderes místicos para crear un hechizo que logre que la psique de Cráneo Rojo produzca una «inversión moral» y que, de este forma, la parte de Charles Xavier que se mantiene aún en su cerebro, tome el control, poniendo fin a la contienda. El hechizo de Strange y la Bruja Escarlata es lanzado y el colosal villano es neutralizado. Sin embargo, los efectos de la «inversión moral», comienzan a manifestarse también en los héroes y villanos que estaba presentes en la batalla. Las directrices éticas de cada uno de ellos se han invertido y quien era héroe ahora es villano y viceversa. La mayor parte de los Vengadores son afectados por el hechizo de inversión moral y se vuelven malvados. Los X-Men quieren llevarse a Cráneo Rojo para curarle, pues creen que tienen la oportunidad de restaurar a su mentor. Pero los Vengadores quieren destruirlo. En medio de la situación, el joven Evan Sabanhur se transforma inesperadamente en Apocalipsis.
Bajo la guía del nuevo Apocalipsis, los mutantes tienen un plan para convertirse en la forma de vida dominante del planeta Tierra. Ellos planean detonar una bomba que matará todos los humanos. Spider-Man dirige una resistencia conformada por todos los villanos reconvertidos, entre ellos Carnage (enemigo de Spider-Man), quién se lanza heroicamente en un acto suicida para destruir la bomba.
El Doctor Doom decide convocar al espíritu del hechicero Hermano Vudú, quién logra poseer a la Bruja Escarlata para que revierta su hechizo de inversión moral y regrese todo a la normalidad. El ritual cae sobre los Vengadores, quienes vuelven a la normalidad. Al final, Apocalipsis escapa y el Doctor Doom huye con Cráneo Rojo como su prisionero. Más adelante, Cráneo Rojo será finalmente capturado por los Vengadores y Bestia le extrae quirúrgicamente la parte de cerebro del Profesor X. Por otra parte, villanos como Dientes de Sable y Mystique lograron conservarse con el hechizo de inversión moral y, convertidos en héroes, se unen a los X-Men.

#### Muerte de X
(Jeff Lemire; Charles Soule (2015). «Death of X» (en inglés). Death of X 1-4. ISBN 978-1302903374.)

Las Nieblas Terrígenas de los Inhumanos, que fueron liberadas en la Tierra por Mercurio tiempo atrás, comienzan a esparcirse por toda la Tierra. Las Nieblas resultan ser mortíferas para los mutantes. La nube viaja por todo el mundo cobrando cientos de víctimas. Madrox, el Hombre Múltiple, convoca a los X-Men en la Isla Muir, donde la nube tóxica se ha instalado. Cíclope y sus X-Men acuden al llamado de Madrox y Cíclope comienza a sentirse afectado por los gases, muriendo súbitamente. Pero Emma Frost se las encarga para ocultar a todos que Cíclope murió y crea una proyección psíquica de él, misma que convoca a los mutantes a destruir la terrible nube. Tormenta y Bestia visitan a los Inhumanos y pactan con la reina Medusa buscar una solución que no dañe ni a los mutantes ni a los Inhumanos, que necesitan las nieblas para sobrevivir. Pero el equipo de Cíclope ha convocado ya una guerra con ayuda de Magneto. Emma Frost convoca al mutante Alchemy, quien con sus poderes, es capaz de manipular los componentes químicos de la nube y destruirla. Los X-Men y los Inhumanos se enfrentan y los primeros evitan la destrucción de la nube. Al final, el supuesto Cíclope enfrenta a Black Bolt, el rey de los Inhumanos y, supuestamente, sacrifica su vida heroicamente. Los X-Men y el resto de los mutantes alaban su sacrificio adorándolo como un héroe. Solo Magneto y Havok saben que Cíclope realmente murió mucho antes y que todo es una proyección psíquica de Emma Frost.Y es que Emma afirma que Cíclope tenía que morir de forma heroica. Las Nieblas Terrígenas persisten en la Tierra y la hostilidad entre los mutantes y los Inhumanos continúa.
Tormenta decide reclutar a un nuevo equipo de X-Men. Con la amenaza de las Nieblas Terrígenas amenazando con desaparecer a la raza mutante, Tormenta decide crear un refugio para los mutantes (el X-Haven o Refugio-X) en la dimensión del Limbo con ayuda de Magik. Magneto, por su parte, también reúne a su propio equipo de X-Men que toma como base la Tierra Salvaje, en la Antártida.

#### Inhumanos vs. X-Men
(Charles Soule; Jeff Lemire; Leinil Francis Yu (2016). «Inhumans vs. X-Men» (en inglés). IVX # 0-6 / New X-Men vol. 2 # 17-18 / Extraordinary X-Men # 17-19 / Uncanny Inhumans # 18-20 / Uncanny X-Men vol. 4 # 16-18. ISBN 9781302906535.)

Las Nieblas Terrígenas dispersas en la Tierra alcanzan su punto de saturación. Los humanos comienzan a manifestar habilidades sobrehumanas gracias al mismo efecto que las Nieblas tienen sobre los Inhumanos. Bestia trabaja con los Inhumanos para descubrir una posible cura para los efectos de la Niebla en los mutantes. Sin embargo, Emma Frost convence a los equipos de X-Men de Tormenta y Magneto de aliarse con ella y destruir la nube. Bestia sugiere que todos los mutantes abandonen el planeta y encuentren otro lugar donde comenzar de nuevo, pero Tormenta, Magneto y Emma optan por la destrucción de la Niebla sin importarles el destino de los Inhumanos. Los X-Men atacan a la Familia Real Inhumana. Los Inhumanos Iso e Inferno destruyen el dispositivo creado por Forja para destruir la Nube, pero Medusa y el resto de la Familia Real Inhumana son llevados prisioneros al Limbo, de donde escapan y atacan al X-Haven. La batalla final entre los X-Men y la Familia Real Inhumana se desarrolla en Islandia. Iso explica a la reina Inhumana Medusa las razones de los X-Men para declarar la guerra, por lo que Medusa, en un acto de compasión, decide destruir la nube, poniendo fin voluntariamente a la guerra y salvando a los mutantes. Sin embargo, todavía anhelando venganza por lo sucedido a Cíclope, Emma lanza un ejército de Centinelas ocultos programados para matar a los Inhumanos en su ciudad de Attilan. El Cíclope original viajero del tiempo revela a todos que Emma fingió la muerte del Cíclope original para desencadenar esta guerra. Los X-Men y los Inhumanos se vuelven contra ella y sus Centinelas. Perseguida tanto por los Inhumanos como por los X-Men, Emma decide huir. Medusa abdica del trono y le da todos los deberes de liderazgo a Iso.
Los X-Men intentan seguir adelante con sus vidas y salir de su escondite ahora que la amenaza de extinción finalmente se ha ido. El equipo de X-Men de Magneto se disuelve, pues Psylocke descubre que Magneto traicionó al equipo y que siempre trabajó de cerca con Emma Frost. El equipo de Tormenta abandona el Limbo y los refugiados mutantes regresan a casa. Sintiéndose culpable por haber llevado a los X-Men a la guerra en lugar de buscar una solución diplomática, Tormenta dimite como líder de los X-Men y recluta a Kitty Pryde para que asuma el liderazgo del grupo. Kitty traslada a los X-Men del Limbo a una nueva base que el gobierno estadounidense ofrece en Central Park, con la esperanza de ayudar a los X-Men a reestablecerse como héroes.
El Capitán América consiguió un nuevo refugio para los mutantes, una especie de ciudad independiente ubicada en California y llamada Nueva Tián. El mutante Xorn es declarado como el nuevo soberano de Nueva Tián. Sin embargo, se revela que este es en realidad manipulado por Emma Frost, quién dirige un grupo de mutantes rebeldes se instalan en Nueva Tián a proseguir con su lucha en pro de la supremacía mutante y terminan formando una alianza con la red terrorista Hydra.
Los X-Men originales desplazados en el tiempo, descubren que en realidad proceden de una línea temporal alternativa, por lo que deciden buscar su lugar en el mundo. Ellos buscan ayuda de Magneto y se alían con el, operando en secreto desde una base en Madripoor. Sin que el equipo lo sepa, Magneto está construyendo, en secreto, una Plataforma de Tiempo para enviarlos a su línea temporal de origen. El equipo entra en guerra contra el gobierno de Nueva Tián.
El Profesor X finalmente regresa a la vida. La mente de Xavier es retenida en el Plano Astral por el supervillano Rey Sombra. Xavier convoca a un grupo de X-Men en Londres, donde Rey Sombra ha lanzado un ataque basado en un virus psíquico. Xavier lleva a sus X-Men al plano astral, donde son sometidos a diversas pruebas por el Rey Sombra. Al final, Fantomex acepta que Xavier tome el control de su cuerpo para poder volver al mundo físico. Fantomex se queda encerrado voluntariamente en el Plano Astral y Xavier vuelve a la vida. Sin embargo, en ese momento no muestra ningún deseo de volver con los X-Men.

#### Fénix Resurrección: El regreso de Jean Grey
(Matthew Rosenberg; Leinil Francis Yu (2018). «Phoenix Resurrection: The Return of Jean Grey» (en inglés). Phoenix Resurrection: The Return of Jean Grey 1-5. ISBN 9781302911638.)

Debido a extraños sucesos de carácter psíquico que ocurren alrededor del mundo, los X-Men llegan a la conclusión de que la Fuerza Fénix está de regreso en la Tierra. Los X-Men también descubren que los psíquicos están desapareciendo o caen enfermos, lo que lleva al equipo a investigar en la tumba de Jean Grey, encontrando su ataúd vacío. Ellos deben evitar que la Fuerza Fénix encuentre un nuevo anfitrión. Con la Jean Grey adolescente desplazada en el tiempo fuera del camino, la entidad cósmica decide resucitar a la adulta y original Jean Grey para utilizarla de nuevo como su avatar. Jean se entera del destino de su familia y varios de sus amigos (entre ellos Cíclope), y se enfrenta a la Fuerza Fénix. Finalmente puede convencer a la entidad cósmica para que la abandone como su avatar y la deje vivir en paz de nuevo en la Tierra. Sorprendentemente la criatura muestra compasión y accede. Jean se reúne con sus amigos mientras la Fuerza Fénix viaja de regreso al espacio.
Después de una pelea con los Reavers, Kitty Pryde descubre que el cuerpo de Wolverine desapareció de su tumba. Para descubrir su paradero, Kitty reúne a los X-Men y a un grupo de asociados de Wolverine. Mientras tanto, en un lugar desconocido, Wolverine aparece vivo.
Finalmente se descubre que Wolverine fue resucitado por la malvada Persephone, una villana mutante que posee la habilidad de revivir a los muertos y convertirlos en esclavos. La villana planea usar a Wolverine junto a otros personajes resucitados (como Omega Red y Daken, el hijo de Wolverine) para matar a la humanidad y revivirla como sus sirvientes. Tras su resurrección, Wolverine permanecía en un estado de amnesia, lo que propició que en algún punto Persephone lo utilizara como asesino para su organización malvada llamada Soteira. Sin embargo, pronto el factor curativo de Wolverine se puso en marcha, liberándolo del control de la villana y restaurando, en cierta medida, sus recuerdos. Wolverine finalmente se embarca en una misión a la estación espacial de Soteira, donde confronta y derroata a Persephone y a su hermano y cómplice Zagreus, liberándose de su control.

#### Exterminio
(Marjorie Liu; Greg Pak (2018). «Extermination» (en inglés). Extermination 1-5. ISBN 9780785184430.)

Los X-Men se encuentran bajo el ataque de dos amenazas: una es el cazador de mutantes conocido como Ahab, proveniente de un futuro alterno donde ha convertido a varios mutantes en sus «sabuesos» para cazar a sus compañeros, y la otra amenaza es una versión juvenil de Cable, que está decidido a enviar a los X-Men originales a su línea temporal. Los cinco X-Men originales viajeros del tiempo, sienten la necesidad de regresar a casa, pero solo después de tomar un desvío hacia el futuro para conocer a las versiones más jóvenes de los soldados mutantes de Ahab, lo que le permite a la joven Jean aprender cómo funcionan sus poderes al máximo. Con este nuevo conocimiento, la joven Jean puede programar un «retraso de tiempo» en los recuerdos de los cinco X-Men originales una vez que regresen al pasado, borrando todo conocimiento de los eventos en el futuro para evitar otra paradoja temporal. Al tiempo, le otorga a la recién resucitada Jean Grey del presente, el conocimiento de cómo detener a los sabuesos de Ahab. La línea de tiempo se restablece así a su curso original y los X-Men originales finalmente regresan a su línea de tiempo. Jean y los X-Men derrotan a Ahab.
Al final puede apreciarse a la versión juvenil de Cable hablando en secreto con el Cíclope original, que ha regresado misteriosamente de la muerte.
Los X-Men se reagrupan de nuevo en su base en Central Park para enfrentar la amenaza de Nate Grey. Nate está muriendo a causa de un virus misterioso, por lo que decide «reparar» al mundo como un lugar mejor según su perspectiva. Nate secuestra a Kitty Pryde y a Apocalipsis con ayuda de Magneto y otros mutantes, a quienes nombra sus «Jinetes de la Luz». Los X-Men enfrentan a Nate y a sus jinetes con la inestimable ayuda de Legión, quien es el único capaz de detener a Nate con sus poderes para manipular la realidad. Legión planea regresar a Nate a la llamada «Era de Apocalipsis». Los X-Men rescatan a Kitty y a Apocalipsis, y Jean Grey convoca a un grupo de telépatas para confrontar a Nate Grey. Pero este termina derrotándolos a todos y los hace desaparecer misteriosamente al mencionar las palabras »No más X-Men».
Los X-Men son transportados por Nate Grey a una especie de dimensión alterna, en donde les implanta recuerdos falsos para que no pudieran recordar sus antiguas vidas.
Mientras tanto, en la Tierra, se descubre que Cíclope fue resucitado por la versión joven de Cable, quién utilizó una chispa de energía de la Fuerza Fénix cuando resucitó a Jean Grey para este objetivo. Cíclope une fuerzas con el también resucitado Wolverine y juntos deciden formar un equipo de X-Men para encontrar a los desaparecidos. Este equipo está conformado por Havok, Magik, Karma, Wolfsbane, Strong Guy y un duplicado del Hombre Múltiple. Estos X-Men habitaron temporalmente en un mundo paralelo creado por X-Man.
Poco después, la dimensión donde los X-Men fueron enviados por Nate, comienza a fisurarse. Algunos comienzan a recordar sus antiguas vidas. En un momento se abre una fisura con la Tierra y todos pueden regresar. Sorprendentemente, mientras la mayoría de los X-Men están furiosos con Nate por sus actos, hay unos pocos que desean permanecer en esta falsa realidad.
Nate acepta su error y para tratar de enmendarlo, le entrega a Magneto una Semilla de Vida, un organismo que le ayudó a crear su mundo falso donde envió a los X-Men. Los X-Men finalmente deciden volver a su universo original. Cíclope y Jean se reúnen por primera vez en muchos años.

#### Casa de X
(Jonathan Hickman; R.B. Silva; Adriano Di Benedetto (2019). «House of X / Powers of X» (en inglés). House of X 1-6 / Powers of X 1-6. ISBN 9781846533884.)

Para proteger a su gente de genocidios futuros, el Profesor X y Magneto unieron fuerzas para establecer una nueva nación mutante en la isla viviente de Krakoa. Todos los mutantes son invitados a Krakoa. Ambos sobornan a varias naciones del mundo para que reconozcan la soberanía de Krakoa con unas drogas milagrosas creadas por el Profesor X que pueden extender la vida humana y curar muchas enfermedades, pero sólo a aquellas naciones que voten en favor de Krakoa las recibirán. La mayoría de las naciones aceptan la oferta.
Krakoa es regida por un grupo de 12 mutantes llamado el Consejo Silencioso, mismo que se divide en cuatro grupos basados en las cuatro estaciones: Otoño (Xavier, Magneto y Apocalipsis), Invierno (Mister Siniestro, Exodus y Mystique), Primavera (Emma Frost, Sebastian Shaw, y Kitty Pryde) y Verano (Tormenta, Jean Grey, y Nightcrawler). Adicionalmente, el mutante traductor Cypher actúa como el medio de comunicación entre el Consejo y Krakoa. Los X-Men responden a cuatro líderes en el campo (Cíclope, Gorgon, Bishop, y Magik). Krakoa está gobernada por tres leyes fundamentales: crear más mutantes, no asesinar a ningún hombre y respetar a Krakoa. Gracias a la computadora Cerebro, el Consejo Silencioso ahora puede resucitar a los mutantes cuantas veces lo deseen a través de los llamados Protocolos de Resurrección, que consiste en que las memorias de los mutantes fallecidos son mantenidas dentro de la Cerebro, quién las implanta en los cuerpos clonados de mutantes, mismos que son creados con la Semilla de la Vida que Nate Grey le dio a Magneto. Xavier y Magneto regresan a un montón de mutantes fallecidos a la vida.
Sin embargo, se descubre que Moira MacTaggert es el verdadero poder detrás de Krakoa. Moira no solo está viva, sino que se revela que es una mutante. Su poder consiste en que cada vez que Moira muere, se reencarna de regreso al vientre de su madre, con todas las memorias de sus vidas previas intactas. Moira comenzó a dedicar cada una de sus vidas a intentar construir un mejor futuro para la raza mutante. Moira ahora está en su décimo ciclo, que la mutante vidente Destiny predijo sería su última o penúltima vida. Moira está determinada a hacer lo más que pueda con lo que podría ser su última oportunidad de salvar a la raza mutante. Moira parece preferir el operar desde las sombras, ocultándose en las profundidades de Krakoa, comunicándose sólo con Xavier y Magneto.

### Años 2020s

#### X de Espadas
(Jonathan Hickman; Gerry Duggan; Trini Howard; Benjamin Percy; Pepe Larraz (2020). «X of Swords» (en inglés). X of Swords: Creation #1 / X-Factor vol. 4 #4 / Wolverine vol. 7 #6-7 / X-Force vol. 6 #13-14 / Marauders #13-15 / Hellions #5-6 / New Mutants vol. 4 #13 / Cable vol. 3 #5-6 / Excalibur vol. 3 #13-15 / X-Men vol. 3 #13-15 / X of Swords: Stasis #1 / X of Swords: Destruction #1. ISBN 9781302927172.)
Cíclope, Rachel Summers y Cable descubren una misteriosa isla en el Océano Pacífico, en donde conocen al enigmático personaje Summoner. Se revela que la isla es un fragmento de Krakoa llamada Arakko. En tiempos remotos, Krakoa y Arakko conformaban una sola isla llamada Okkara. Un gran número de mutantes, entre ellos Apocalipsis y su familia, vivían en Okkara cuando la isla fue atacada por un guerrero extradimensional que portaba un arma llamada Espada Crepuscular, con la cual dividió la isla en dos partes. Apocalipsis y su esposa Génesis lograron hacer retroceder a los ejércitos enemigos, pero para sellar la brecha, Génesis decidió hacer el máximo sacrificio y decidió cerrar la brecha dimensional, quedando atrapada del otro lado junto con sus hijos y toda la población mutante de Okkara, esto con el fin de negar el acceso de las fuerzas enemigas a la Tierra. Apocalipsis permaneció en la Tierra. Los guerreros que quedaron en Arakko son conocidos como los Arakki.
Paralelamente, se revela que Moira MacTaggert, en su novena vida, se alió con Apocalipsis y ambos rescataron a los hijos de Apocalipsis, conocidos como los Primeros Jinetes, trayéndolos a esta dimensión. Apocalipsis se reunión con Summoner y abrieron un portal al Otro Mundo, la dimensión en donde convergen todas las dimensiones que conforman el Multuverso Marvel, el lugar desde donde podrían regresar a Arakko a la Tierra. Sin embargo, lo que Apocalipsis no esperaba era que todo esto fuera un plan elaborado creado por sus propios hijos para regresar y apoderarse de Krakoa. Apocalipsis es atacado y gravemente herido por su hija, la Jinete de la Guerra, viéndose obligado a retirarse a Krakoa.
La batalla entre las fuerzas de Arakko y Krakoa se desarrollará en el Otro Mundo, en una especie de torneo bajo la supervisión de la hechicera extradimensional Saturnyne, habitante del Otro Mundo.
Los X-Men se preparan para el torneo contra los Jinetes y los Arakki, forjando o consiguiendo una serie de espadas especiales para participar en la batalla. Mientras tanto, el Consejo Silencioso envía a Mister Siniestro y sus Hellions en una misión secreta para sabotear el torneo contra los Jinetes.
Las batallas se desarrollan y el marcador se empata. La última batalla es entre Apocalipsis y su esposa Génesis. Apocalipsis sale victorioso. Los Arakki detienen su ofensiva y Arakko se queda en la Tierra de nuevo. Saturnyne pide tanto a Krakoa como a Arakko que intercambien prisioneros como muestra de buena voluntad: Apocalipsis elige acompañar a su esposa e hijos de regreso a Arakko y los X-Men envían a Nightcrawler como embajador. Jean Grey y Cíclope sienten la necesidad de restablecer a los X-Men como un equipo permanente para defender sus intereses y comienzan a trabajar fuera del Consejo Silencioso para formar un equipo..
Mientras tanto, Emma Frost crea al nuevo Círculo Interno del ahora llamado Hellfire Trading Company. Frost se reúne con Magneto y le pide que le consiga y desarrolle una isla como base secundaria de operaciones para Hellfire Trading Company. Magneto accede otorgándole la Isla Mykines. Emma invita a todos los mutantes a la Isla de Mykines y anuncia que serán los anfitriones de la primera cena de estado entre mutantes. Cíclope y Jean Grey codirigen un nuevo equipo de X-Men y la presentación del equipo se anuncia en la llamada Hellfire Gala. Los nuevos X-Men están conformados por Rogue, Fuego Solar, Wolverine, Synch y Polaris.

#### AXE: Día del Juicio
(Kieron Gillen; Valerio Schiti (2022). «AXE: Judgement Day» (en inglés). AXE: Judgement Day 1-6 / AXE: Judgement Day Omega # 1. ISBN 9781302947002.)
La raza cósmica de los Eternos descubre que los Celestiales crearon a los Deviants (Desviantes), la raza de humanos genéticamente alterados que habitan en Lemuria, en la Tierra, como resultado de la muerte del Progenitor, un celestial que murió en la Tierra infectado por la raza cósmica conocida como La Horda, y que supuestamente fue el origen de la vida en el planeta. Al morir, el Progenitor expulsó necrofluidos nocivos que contaminaron el medio ambiente de la Tierra. Para evitar la extinción de todas las formas de vida de la Tierra y la mutación autodestructiva de los Deviants, los Celestiales crearon a los Eternos como su respaldo o copia genética para evitar su extinción. El eterno Druig decide buscar lugares de alta presencia de necrofluido y gran desviación genética en la Tierra e identifica a la isla de Krakoa, la nación mutante.
Jack of Knives, uno de los Eternos, se infiltra en Krakoa y descubre los Protocolos de Resurrección Mutante que han estado utilizando los X-Men. Jack se lo informan a Druig, quien considera que los mutantes de Krakoa están sufriendo una desviación genética excesiva debido a su inmortalidad. Los Eternos crean una bomba antimateria para destruir Krakoa. Se descubre también que el Gen X de los mutantes derivó de los Deviants y no de los humanos como se creía antes.
Emma Frost le revela a Cíclope que Moira los ha traicionado. Después de infiltrarse con éxito en la Hellfire Gala, Moira se encontró con Druig y Jack of Knives y les sugiere que maten a los Cinco mutantes que son responsables de los protocolos de Resurrección en Krakoa (Tempo, Hope Summers, Elixir, Proteus y Egg).
Los mutantes telépatas de Krakoa son atacados psíquicamente por la Uni-Mind, la fuerza psíquica colectiva de los Eternos, lo que permite a las flotas eternas ingresar al territorio de Krakoa y atacar. La isla Arakko también es atacada y destruida por el eterno Uranus. Muchos Arakki mueren en el acto y Magneto resulta gravemente herido.
El eterno Druig realiza una transmisión psíquica a toda la gente de la Tierra afirmando que los Eternos los ayudarán a lidiar con la «amenaza mutante». En represalia, el Capitán América reúne a los Vengadores para entrar a la batalla. Iron Man descubre que algunos eternos se oponen a los planes de Druig, entre ellos su líder, Ajak. Ajak les revela a los Vengadores que su nueva base, la Montaña de los Vengadores, no es otra cosa que los restos del celestial Progenitor y deciden revivirlo para detener a los Eternos en su ataque a la Tierra..
El Progenitor resurge, pero, inesperadamente, se vuelve contra los humanos y declara el Día del Juicio después de mostrar su decepción con los terrícolas por su implacable crueldad y disputas irrazonables. El ser se dirige a los habitantes de la Tierra afirmando que serán juzgados dentro de las próximas 24 horas. Si hay más buenos que malvados, vivirán. El Progenitor comienza a juzgar a los terrícolas, incluyendo a varios superhéroes. Iron Man elabora un plan para desactivar al Progenitor quitando el nodo interno de su núcleo. Los X-Men son apoyados en la batalla contra los Eternos por los Deviants. Estos pueden ingresar a Krakoa ya que comparten los mismos genes con los mutantes.
Los X-Men, los Vengadores y los Eternos rebeldes de Ajak se enfrentan al Progenitor y todos terminan atrapados en la mente de la criatura. El Capitán América intenta razonar con él, pero el ente lo mata. El Capitán América sale de un huevo de resurrección en Krakoa para sorpresa de todos. Los humanos ya pueden ser resucitados por los Protocolos de Resurrección.
El Progenitor logra fundirse con el núcleo de la Tierra y apagarla. Pero Jean Grey le transmite psíquicamente a su cerebro su experiencia con el Fénix Oscuro cuando diezmó a la raza de los D'Bari, logrando su compasión. Ajak juzga al Progenitor y le dice que no puede comportarse como dios. Ante esto, el Progenitor reflexiona y se apaga, restaurando la Tierra.
Los Eternos se disculpan en la televisión con los X-Men por la guerra contra los mutantes y el eterno Zuras jura que no permitirá que los Eternos vuelvan a agredir a los mutantes, ya que comparten el mismo tipo de ADN.
Jean Grey crea la Fundación Phoenix, la cual se establece como un organismo independiente de Krakoa y experimentará reviviendo a humanos. El cuerpo inactivo del Progenitor, revierte a su forma de la Montaña de los Vengadores.

#### Red Oscura
(Zeb Wells; Christopher Cantwell; Adam Kubert (2022). «Dark Web» (en inglés). Dark Web: Dusk / Amazing Spider-Man vol. 6 #15-18 / Dark Web: X-Men # 1-3 / Mary Jane & Black Cat # 1-2 / Dark Web: Ms. Marvel #1-2 / Golden Goblin # 1-3 / Venom vol. 5 #14-16 / Dark Web: Dawn. ISBN 9781302948603.)
El Consejo Silencioso de Krakoa decide resucitar a Madelyne Pryor, la finada exesposa de Cíclope. Magik decide confiarle a Madelyne Pryor el control del Limbo, creyendo que esta no recuerda su vida pasada como Goblin Queen. Pero Madelyne recuerda todo. Madelyne conoce y contacta a Chasm, quién es nada menos que una versión corrupta de Ben Reilly, el clon de Spider-Man. Ambos forman una sociedad y Madelyne transforma a Janine Godbe, la novia de Ben, en el demonio Hallow's Eve. Chasm planea eliminar para siempre a Spider-Man envenenándole con una fruta prohibida del Limbo. Madelyne también contacta al simbionte Venom, a quién le ofrece ayuda a cambio de trabajar para ella.
Los X-Men visitan a ciudad de Nueva York y allí comienzan a tener visiones demoniacas. Pronto, tanto los X-Men como Spider-Man comienzan a luchar contra demonios del Limbo que atacan la ciudad. Mientras tanto, Chasm ataca al villano Norman Osborn y provoca que se transforme en el Golden Goblin. Madelyne y Hallow's Eve llegan con Venom a Krakoa. Chasm lleva al Limbo a varios conocidos de Spider-Man y lo convence de seguirlo a esa dimensión, afirmándole que todo lo que Spider-Man tiene que hacer para escapar con sus conocidos es comer una manzana. Chasm convoca a un grupo de demonios llamados Insidious Six, versiones demoniacas de los principales enemigos de Spider-Man, como sus tropas. Spider-Man conoce a Rek-Rap, una versión demoniaca de sí mismo, quien lo ayuda a luchar contra los Insidious Six. En Krakoa, Hallow's Eve traiciona a Madelyne, atacándola y reclamando una guadaña que la confirma como soberana del Limbo. Chasm busca el árbol frutal de Limbo para encontrar la manzana envenenada para Spider-Man cuando es contactado por Hallow's Eve. Esta le entrega a Chasm la guadaña y lo transforma en King Chasm. Ambos planean llevar a todos los demonios del Limbo a la Tierra. Los X-Men rescatan a Spider-Man del Limbo y unen fuerzas con Madelyne para derrotar a King Chasm y a Hallow's Eve.
La ciudad de Nueva York se convierte en un anexo del Limbo. Los X-Men, Spider-Man y la Capitana Marvel unen fuerzas para combatir a los Insiduos Six, hasta que Magik crea un portal que los envía de regreso al Limbo. Madelyne vuelve a los demonios del Limbo en contra de King Chasm y recupera su guadaña de gobernante del Limbo. Sin la guadaña, King Chasm revierte a Chasm y es encerrado en una prisión del Limbo. Por su parte, Madelyne establece en la ciudad de Nueva York una especie de embajada del Limbo en la Tierra.

### Pecados de Siniestro
(Kieron Gillen; Al Ewing; Simon Spurrier (2023). «Sins of Sinister» (en inglés). Sins of Sinister / Storm and The Brotherhood of Mutants # 1-3 / Nightcrawlers # 1-3 / Immoral X-Men # 1-3 / Sins of Sinister: Dominion. ISBN 9781302950835.)
Después de que el Consejo Silencioso se dio cuenta de la alianza secreta del Profesor X y Magneto con Moira, y del poder mutante de esta para reencarnar y restablecer la línea de tiempo tras su muerte con todo el conocimiento de todas sus vidas pasadas, Mister Siniestro creó un laboratorio ultrasecreto donde experimenta con la tecnología de clonación. Interesado en explotar el poder de Moira, creó varios clones ella. Después de extraer todo el conocimiento de los clones y de descubrir una forma de activar el gen X en ellos, ahora puede, cuando algo sale mal, cargar todo su conocimiento de lo que sucedió y luego matar a un clon de Moira, restableciendo la línea de tiempo al momento en que El clon fue creado y entregó esa información a su yo anterior.
El Consejo Silencioso de Krakoa se reúne para discutir sobre el hecho de compartir los Protocolos de Resurrección de Krakoa con los humanos, sin imaginar que Míster Siniestro los acecha y planea destruirlos. Siniestro detona una bomba en las cámaras del Consejo Silencioso, pero todos logran escapar. Al utilizar el don mutante de Moira MacTaggert para restablecer la realidad repetidamente, Siniestro ataca continuamente al Consejo Silencioso. Después de muchos intentos, finalmente logra matar a Charles Xavier, Hope, Exodus y Emma Frost. Con ausencia de ellos, las funciones de los Protocolos de Resurrección se ven alteradas, pero los X-Men logran corregir el problema utilizando las habilidades de mutantes como Mimic o Synch, que poseen poderes de duplicación de habilidades. Xavier y los demás pronto son resucitados.
Destiny guía a los X-Men hacia Alaska, en donde Siniestro tiene su base de operaciones. Los X-Men pelean contra las fuerzas de Siniestro y el villano es llevado prisionero a Krakoa, en donde es encerrado en el Pozo del Exilio. Sin embargo, Siniestro ha logrado implantar dentro de los mutantes resucitados su propia esencia. Él corrompido el proceso de resurrección y ahora todos están bajo su control.
Lentamente, Siniestro manipula al Consejo para darle el regalo de la inmortalidad a la humanidad otorgándoles un gen mutante. A través de este gen podrán resucitar pero también caer bajo el control de Siniestro. Por su parte, Forge, que también está contaminado con la esencia de Siniestro, crea una arma para destruir Krakoa. Hope, también contaminada con la esencia de Siniestro, dispara el arma contra la isla viviente.
Emma Frost transmite un mensaje psíquico al mundo, diciéndoles que la organización criminal Orchis atacó Krakoa y que ha matado a la isla viviente. Ella informa que aunque los mutantes tienen un método místico para recuperar a los suyos, ya no pueden resucitar humanos. Ella anuncia al mundo que los mutantes actuarán contra Orchis. Ante este mensaje, los Vengadores, los Cuatro Fantásticos y algunos X-Men atacan a Orchis y lo destruyen. Por otra parte, Forge libera a Siniestro del Pozo del Exilio. Este se instala en su base secreta en la isla Muir y revela que creó una copia de sí mismo en cada muestra de ADN de los krakoanos. Cada vez que alguien muera, quedará bajo su control.
Poco a poco, Siniestro se las arregla para eliminar amenazas potenciales para su gobierno en la Tierra y en todo el universo. Logra eliminar a Thanos, a los Eternos y a los Cuatro Fantásticos. Los Vengadores también son contaminados por Siniestro e inician una guerra contra los Estados Unidos. Los X-Men los derrotan y eliminan, siendo aclamados como los nuevos héroes de la Tierra.
Tormenta es una de los pocos X-Men que no ha muerto y no ha pasado por el proceso de resurrección que la contaminará con la esencia de Siniestro. Ella huye de Krakoa y forma una especie de resistencia contra Siniestro. Los planes del villano van más allá y envía a Sebastian Sebastian Shaw como emisario de Krakoa en los distintos reinos del infierno. Esto le permite a Siniestro acceder a ciertas armas con las que logra eliminar a los dioses del Asgard (incluyendo a Thor y a la Bruja Escarlata).
La antigua escuela de Xavier en Westchester se convierte en una Fábrica Siniestra, en donde Siniestro crea su primera generación de quimeras, que unen dos genes X en un solo cuerpo.
Cable revela al Consejo Silencioso que, con todo lo que está ocurriendo en la Tierra, los grandes imperios espaciales vendrán por ellos tarde o temprano. Se forma un acalorado debate en el que los miembros del Consejo se ven ansiosos por desatar una guerra espacial. Siniestro se da cuenta de que sus creaciones están empezando a volverse rebeldes, a tener sus propias ambiciones y deseos. Siniestro decide que es hora de restablecer la línea temporal antes de que alienígenas enojados ataquen el planeta. Intenta teletransportarse a su laboratorio secreto para corregir el problema, pero es capturado por Moira, quién se apoderó de todos sus conocimientos y habilidades.
Mil años en el futuro, Siniestro finalmente ha logrado llegar hasta su laboratorio con ayuda de la Moira original. Allí activa su llamado Protocolo Inferno y termina eliminando a todo aquel que tenga su código genético en el universo. Con ello, billones de almas son sacrificadas debido a la ambición de Siniestro, que lo convirtió en un Dominion, es decir, la culminación de una civilización que recurre a la inteligencia artificial y que se vuelve tan densa, que colapsa sobre sí misma. Siniestro es asesinado por Ironfire, uno de los guerreros seguidores de Tormenta. Moira procede entonces a resetear la línea del tiempo.
Regresamos hasta el momento cuando, luego de haber logrado asesinar con éxito a Hope, Emma Frost y Xavier, Siniestro se disponía a crear su caos. El recibe un mensaje de la Moira del futuro quien le hace saber que está destinado a fracasar. Siniestro es enviado entonces al Pozo del Exilio.
Hasta no estar seguros que los genes Siniestro han sido eliminados de sus cuerpos, Hope, Xavier, Emma Frost y Exodus se encierran también, por decisión propia, en el Pozo, como medida de seguridad.

## Integrantes
La alineación del equipo X-Men ha variado a lo largo de los años y se ha dividido en varios otros equipos más nuevos. La alineación del equipo original presentó a Cíclope, Jean Grey, Bestia, Ángel y Iceman (Hombre de Hielo) así como Profesor X. Los números posteriores trajeron a los favoritos de los fanáticos y miembros frecuentes Wolverine, Tormenta, Coloso, Nightcrawler, Rogue, Kitty Pryde, Júbilo, Dominó, Gambito, Emma Frost, Psylocke, Havok, Dazzler, Polaris, Bishop, Forja y Banshee, entre otros.
En el grupo «oficial» de X-Men ha habido momentos en los que el equipo se ha disuelto. La primera desunión de los mutantes se produjo en Uncanny X-Men #247-270 (1989–1991). Otras rupturas son la ocurridas tras el nacimiento de Hope durante el arco Complejo de Mesías y la ocurrida durante Cisma donde el equipo se divide entre Wolverine y Cíclope. 

### Integrantes y traducción en español
Esta es una lista de los integrantes del equipo principal de los X-Men a lo largo de su historia —los nombres en español entre paréntesis son usados por Marvel España:
Professor X (Profesor X) • Cyclops (Cíclope) • Iceman (Hombre de Hielo) • Angel (Ángel) • Beast (Bestia) • Jean Grey • Mimic (Mímico) • Changeling (Cambiante) • Polaris • Havok (Kaos) • Petra • Darwin • Sway (Dominio) • Vulcan (Vulcano) • Nightcrawler (Rondador Nocturno) • Wolverine (Lobezno) • Banshee • Storm (Tormenta) • Sunfire (Fuego Solar) • Colossus (Coloso) • Thunderbird (Ave de Trueno) • Dark Phoenix (Fénix Oscura) • Kitty Pryde • Lockheed • Rogue (Pícara) • Rachel Summers • Magneto • Psylocke (Mariposa Mental) • Dazzler • Longshot • Forge (Forja) • Gambit (Gambito) • Jubilee (Júbilo) • Bishop • Revanche (Revancha) • Cannonball (Bala de Cañón) • Dark Beast (Bestia Oscura) • Joseph • Cecilia Reyes • Marrow (Médula) • Maggott (Oruga) • Wolverine (Lobezno) [Skrull] • Thunderbird (Ave de Trueno) [II] • Cable • Danielle Moonstar • Sage (Sabia) • Emma Frost • Xorn [Kuan-Yin] • Chamber (Cámara) • Stacy X • Lifeguard (Salvavidas) • Slipstream (Estela) • Northstar (Estrella del Norte) • Husk (Vaina) • Juggernaut • Xorn (Zorn) [Shen] • Warpath (Sendero de Guerra) • Lady Mastermind (Lady Mente Maestra) • Mystique (Mística) • Sabretooth (Dientes de Sable) • Omega Sentinel (Centinela Omega) • Armor (Armadura) • Hepzibah • Pixie (Hada) • Karma • Sunspot (Mancha Solar) • Aurora • Magma • Doctor Nemesis (Doctor Némesis) • Madison Jeffries • Magik • Namor • Cloack (Capa) • Dagger (Puñal) • Domino (Dominó) • Danger (Peligro) • Boom-Boom (Bum-Bum) • Ariel • Revelation (Revelación) • Warlock • X-23 • Hope Summers • Frenzy (Frenesí) • Legion (Legión) • X-Man • Warbird (Ave de Guerra) • Blink (Destello) • Firestar (Estrella de Fuego) • M • ForgetMeNot (NoMeOlvides) • Old Man Logan (Viejo Logan) • Cerebra • Lucid (Lúcida) • Ink (Tinta) • Pyro (Pyros) • Gentle (Gentil) • Scout (Exploradora) • Trinary (Trinaria) • Wolfsbane (Loba Venenosa) • Multiple Man (Hombre Múltiple) • Synch (Sincro) •  Prodigy (Prodigio) • Ms. Marvel • Rasputin IV • Kid Omega (Chico Omega) • Temper (Temple).

## Enemigos
Los X-Men tienen una galería de enemigos a los que se enfrentan regularmente, el más común de los cuales es Magneto, el amigo convertido en enemigo del Profesor X.
Otros enemigos incluyen Mystique (Mística), Apocalipsis, Mr. Siniestro, los robots cazadores de mutantes Centinelas, equipos de villanos como Hermandad de Mutantes y Club Fuego Infernal, y el racismo y la discriminación de la raza humana.

## Otros medios

### Televisión

#### Animación

##### 1960s
Los X-Men hicieron su primera aparición animada en la serie de televisión The Marvel Super Heroes de 1966 con el Profesor X al mando del equipo original de los X-Men compuesto por Cíclope, Bestia, Marvel Girl, Ángel y Iceman. En esta serie, a los X-Men no se los conocen como tal, sino como los Aliados por la Paz.

##### 1980s
- Los personajes invitados de X-Men protagonizaron varios episodios de Spider-Man and His Amazing Friends, comenzando con un recuerdo del pasado en «The Origin of Iceman».[72][73] Fuego Solar, miembro de los X-Men, apareció en un episodio posterior al que le daba título en equipo con los Amazing Friends.[72] La siguiente aparición de los X-Men fue en «A Firestar is Born»,[72][73] que incluyó apariciones del Profesor X, Tormenta, Ángel, Cíclope, Wolverine y Juggernaut. Los X-Men regresaron en el episodio «The X-Men Adventure» de la siguiente temporada,[73] con apariciones del Profesor X, Cíclope, Sprite, Tormenta, Nightcrawler, Coloso y Thunderbird.
- En 1989, Marvel Productions produjo un episodio piloto de X-Men de media hora titulado X-Men: Pryde of the X-Men.[72][74] Relató la historia de la primera aventura de Kitty Pryde con el Profesor X, Cíclope, Tormenta, Wolverine, Coloso, Nightcrawler y Dazzler[72][74] mientras luchaban contra Magneto, la Reina Blanca, Juggernaut, Blob, Pyro y Sapo.[72][73][74] La serie nunca fue recogida, pero el único episodio se transmitió con poca frecuencia en la sindicación durante la serie Marvel Action Universe y se lanzó en video en 1990.[71]

##### 1990s
- En 1992, Fox lanzó una serie animada de X-Men con la lista de Cíclope, Wolverine, Rogue, Tormenta, Bestia, Gambito, Júbilo, Jean Grey y Profesor X[72] con Morph haciendo apariciones ocasionales. El episodio piloto de dos partes, «La Noche de los Centinelas», comenzó una serie de cinco temporadas,[73] que terminó en 1997.[72]
- Los X-Men, son estrellas invitadas en Spider-Man,[72] en los episodios «The Mutant Agenda» y «Mutant Revenge», cuando Spider-Man busca la ayuda del Profesor X. Tormenta más tarde sería estrella invitada en el arco de Secret Wars.
- En 1995, Cíclope, Jean Grey, Gambito, Wolverine, Tormenta y Juggernaut, junto con Araña Escarlata, aparecieron en la serie Los 4 Fantásticos, en «Nightmare in Green».[75]

##### 2000s
- En 2000, The WB Network lanzó X-Men: Evolution, que retrataba a los X-Men como adolescentes que asistían a una escuela secundaria pública regular,[72] además del Instituto Xavier. La serie terminó en 2003 después de su cuarta temporada. El programa se centró en Cíclope, Jean Grey, Spyke (sobrino de Tormenta), Tormenta, Wolverine, Rogue, Bestia, Shadowcat y Nightcrawler.[73]
- En 2003, los X-Men y los mutantes fueron mencionados en un episodio de la corta serie CGI Spider-Man: The New Animated Series, «The Party». Peter Parker dice: «Apuesto a que los X-Men pueden ir a fiestas». Poco después, es emboscado por un grupo de policías, uno de ellos lo llama «monstruo mutante».[76]
- En 2006, Minimates lanzó un corto film animado, X-Men: Darktide en DVD con una caja de figuras. La historia involucró a los X-Men luchando contra la Hermandad en una plataforma petrolera. El equipo está formado por Cíclope, Jean Grey, Arcángel, Wolverine, Bestia, Xavier y Tormenta. El equipo de la Hermandad es Mystique, Magneto y Juggernaut.[77]
- Wolverine and the X-Men debutaron en los Estados Unidos el 23 de enero de 2009. Presentaron a Wolverine, Emma Frost, Cíclope, Bestia, Tormenta, Shadowcat, Iceman, Rogue, Nightcrawler, Ángel, Jean Grey y el Profesor X. El show fue cancelado después de solo una temporada.[72][73][74]
- Los X-Men apareció en The Super Hero Squad Show de Cartoon Network.[78]

##### 2010s
Como parte de una colaboración de cuatro series entre la casa de animación japonesa Madhouse y Marvel, X-Men y Wolverine protagonizaron dos series de anime de 12 episodios separadas que se estrenaron en Japón en Animax y en Estados Unidos en G4 en 2011. La serie X-Men trata sobre los X-Men que vienen a Japón para investigar la desaparición de Armadura. Los antagonistas son los U-Men.

#### Acción en vivo
- En octubre de 2015, Marvel Televisión anunció que FX había ordenado un piloto titulado Legión. La serie cuenta la historia de David Haller, quien fue diagnosticado como esquizofrénico, pero luego de un encuentro extraño se enfrenta a la posibilidad de que las voces que escucha y las visiones que las vistas pueden ser reales.[83] La primera temporada se estrenó en febrero de 2017.[84] Terminó con la tercera temporada.[85]
- The Gifted es una serie de Fox que se centra en dos padres que descubren que sus hijos poseen poderes mutantes. Forzada a huir de un gobierno hostil, la familia se une a una red clandestina de mutantes y debe luchar para sobrevivir.[86]

### Adaptaciones cinematográficas
Las películas de X-Men comprenden la trilogía cinematográfica de X-Men, así como sus precuelas, secuelas y series derivadas. Todas ellas están basadas en los cómics de superhéroes X-Men. 20th Century Fox obtuvo los derechos para producir películas en 1994. Tras varios borradores que no prosperaron contrataron a Bryan Singer y en el año 2000 se estrenó la primera película de imagen real basada en los X-Men. Con la compra de 21st Century Fox por parte de The Walt Disney Company, los personajes regresaron Marvel Studios.

### Videojuegos
Los personajes de X-Men aparecen en varios videojuegos, algunos los protagonizan ellos y en otros aparecen como invitados.
Varias de las películas basadas en los personajes también han tenido su adaptación a videojuego.